# Kat (dier)
De kat of huiskat (Felis silvestris catus) is een van de oudste huisdieren van de mens. De gedomesticeerde kat behoort tot de familie van de katachtigen (Felidae) in de orde van de roofdieren (Carnivora). Ook het woord poes is gangbaar, soms meer specifiek in het geval van een vrouwelijke kat. Een mannelijke kat heet een kater, en een jong katje een kitten.

## Wetenschappelijke naam
De wetenschappelijke naam van de kat werd in 1758 als Felis catus gepubliceerd door Carl Linnaeus in de tiende druk van Systema naturae. De naam van de wilde kat, waarvan de gedomesticeerde kat afstamt, werd in 1777 door Johann Christian von Schreber gepubliceerd als Felis silvestris. Van veruit de meeste dieren die gedomesticeerd zijn, is de wetenschappelijke naam afgeleid van de naam van de in het wild levende voorouders. In 2003 stelde de International Commission on Zoological Nomenclature in Opinion 2027 vast dat dit principe voor alle gedomesticeerde soorten gevolgd moet worden, en dat de naam van de wilde soort prioriteit heeft over die van de gedomesticeerde vorm, ook als die laatste eerder is gepubliceerd. Als de gedomesticeerde kat wordt beschouwd als een ondersoort van de wilde kat, dan is de correcte naam voor de soort Felis silvestris, en het trinomen voor de ondersoort Felis silvestris catus.

## Geschiedenis

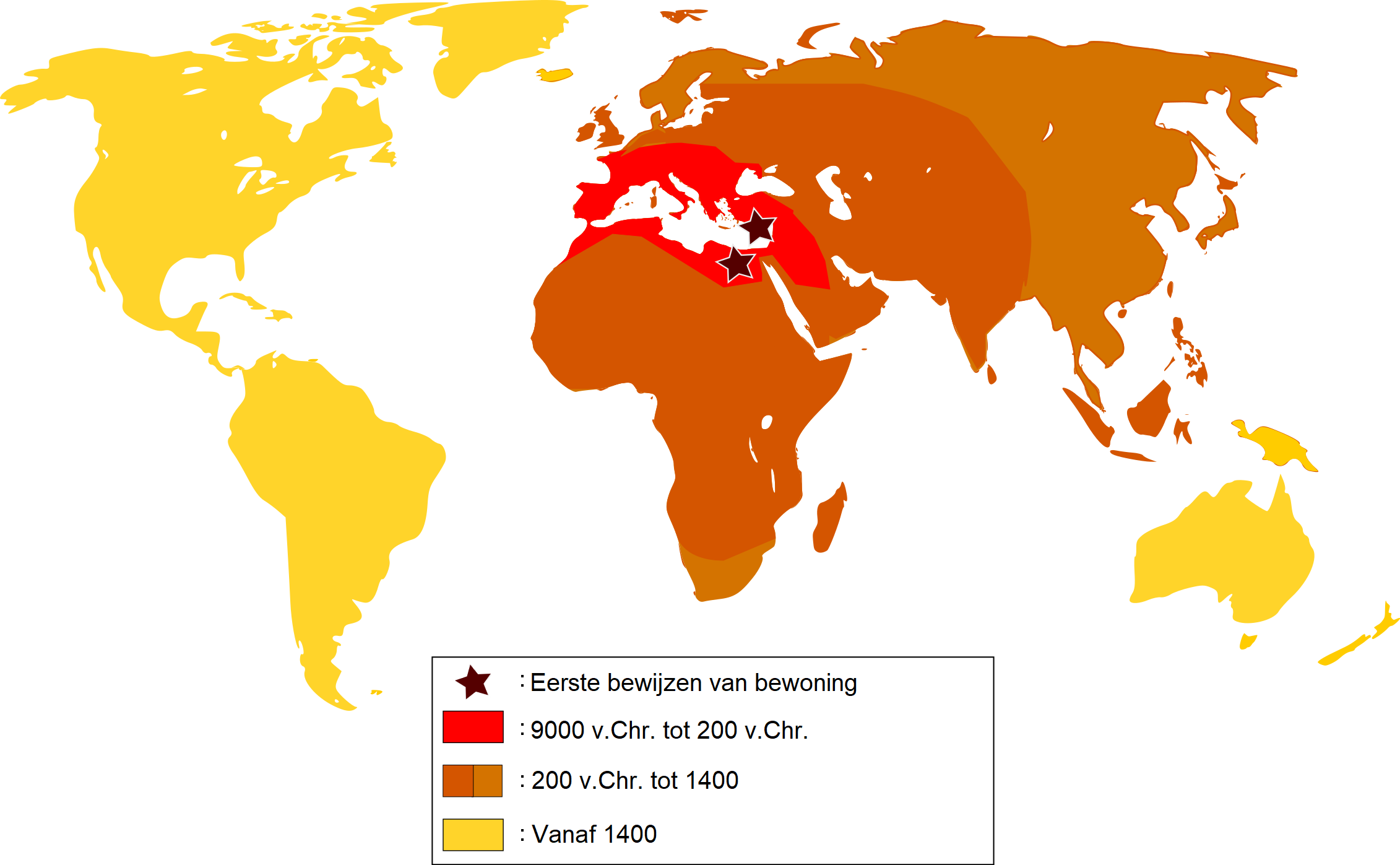
Verspreiding van katten over de wereld

De oudste vondst van een gedomesticeerde kat is in een neolithisch graf in de buurt van Shillourokambos in Cyprus van circa 9500 jaar geleden. De katten die op dit eiland voorkwamen, waren per boot meegenomen vanuit Klein-Azië door immigranten die al katten als huisdier hadden. Op een gevonden kleitablet met een verhuisinventarisatie stond bij de levende have ook een kat vermeld.
De kat werd zo'n 9000 jaar geleden gedomesticeerd van de Afrikaanse wilde kat, aangetrokken door synantrope dieren als muizen die op graan afkwamen. Domesticatie vond vanaf zo'n 9000 jaar geleden zowel in het oude Nabije Oosten als in het oude Egypte plaats. Vanuit Klein-Azië werd de kat al heel vroeg meegenomen door reizigers en emigranten naar Europa en dieper Azië in.

## Anatomie

### Skelet

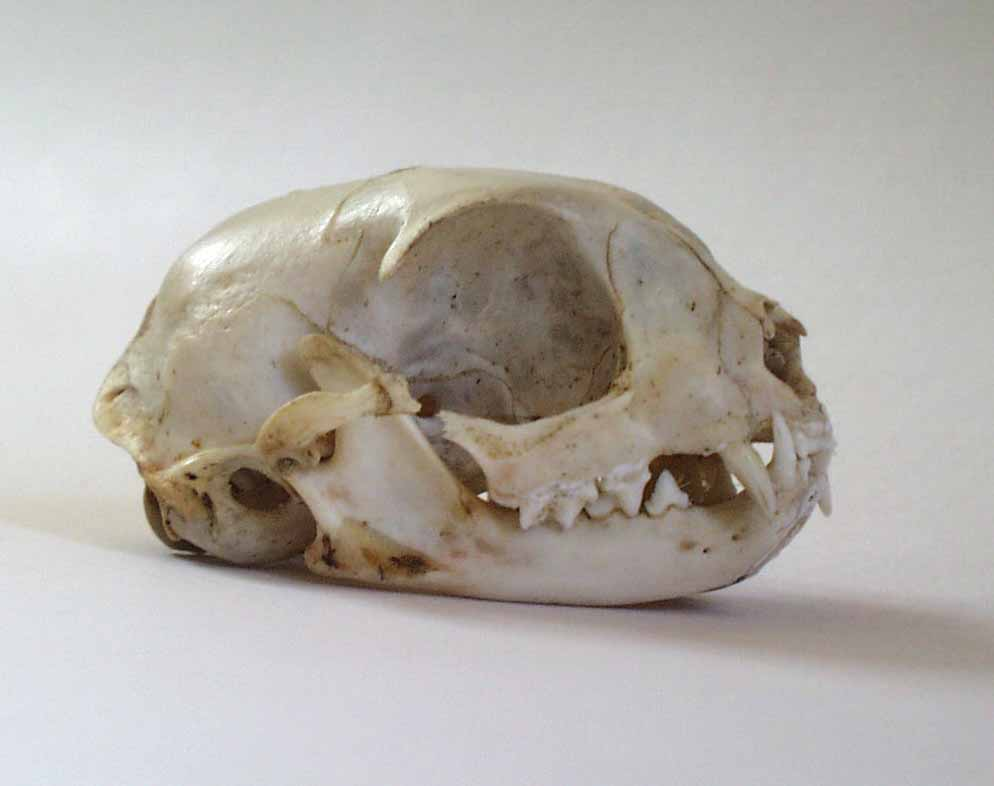
Schedel van een kat.

Het skelet van een kat bestaat uit 250 botten. Net als alle andere carnivoren (roofdieren) zijn katten toegerust om op prooien te jagen en ze te verslinden.

### Kop
Katten hebben een vrij ronde kop en een korte snuit, grote ogen, gevoelige snorharen bij de bek en scherpe omhoogstaande oren. Ze hebben korte brede kaken met sterke knipkiezen en scherpe snijtanden. Katten hebben in het totaal 30 tanden. In de bovenkaak hebben ze 6 snijtanden, 2 hoektanden, 6 voorkiezen en 2 kiezen. In de onderkaak hebben ze 6 snijtanden, 2 hoektanden, 4 voorkiezen en 2 kiezen. Hun kaak kan geen kauwbeweging maken, de kat verscheurt zijn voedsel en gebruikt het zeer sterke maagzuur om het voedsel te verteren. De tong is bedekt met een laag ruwe papillen die goed van pas komt bij de persoonlijke verzorging. De tong van de poes is ruwer dan die van de kater; zo kan ze haar jongen beter wassen.

### Tenen

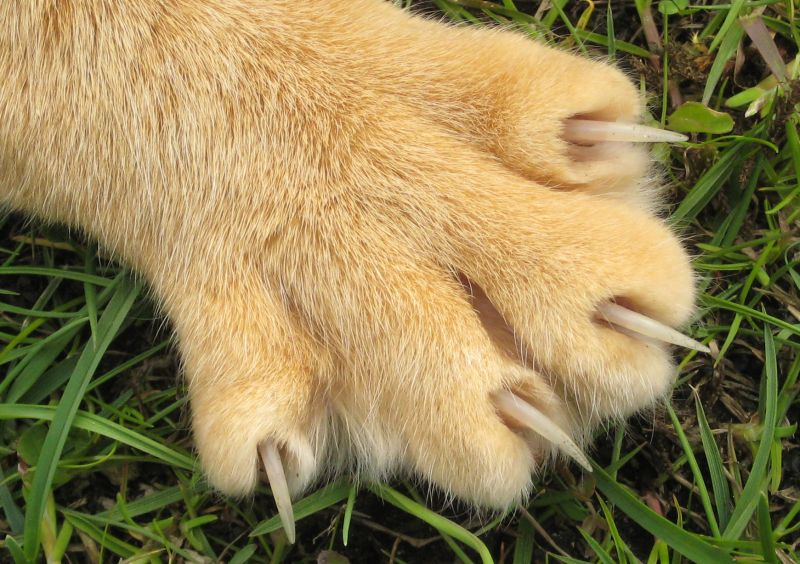
Kattenklauw

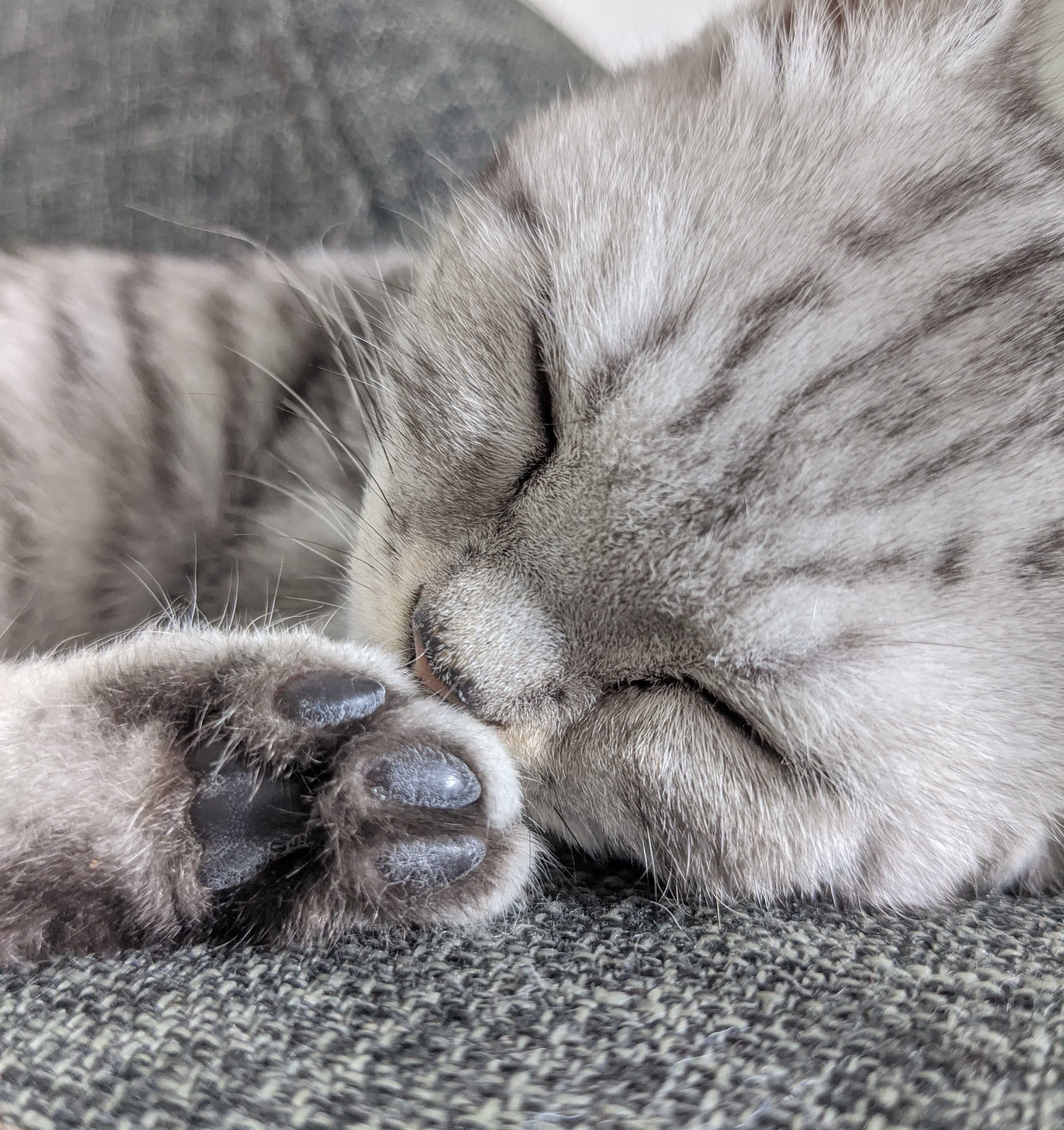
Pootje met voetkussentjes van een kitten.

Katten hebben vijf tenen aan de voorpoten en vier tenen aan de achterpoten. De eerste teen bevindt zich wat hoger op de voorpoot dan de andere vier tenen. Deze eerste teen raakt tijdens het lopen de grond niet, maar wordt wel gebruikt bij de verzorging en bij het grijpen van een prooi. Aan de uiteinden van de tenen bevinden zich sterke, scherpe, gebogen klauwen (nagels). De nagels kunnen worden ingetrokken. Dit mechanisme is een onderscheidend kenmerk van de kattenfamilie Felidae. Door de nagels te scherpen aan een boom (in huis een krabplank of krabpaal) houdt een kat zijn nagels scherp. De zijkanten die uitgroeien komen dan los te zitten en worden met de tanden verwijderd waardoor de nagel op lengte blijft met een scherpe punt.

### Staart
De kat gebruikt zijn staart als communicatieorgaan tussen soortgenoten en bij het bewaren van het evenwicht. Door de flexibele ruggengraat kan de kat zich bij een val omkeren en op de poten terechtkomen. Dit kan enkel bij een vrij hoge val zodat het dier de ruimte en tijd heeft om dit te doen. Er zijn ook katten met korte of ontbrekende staart. Op het eiland Man komt een ras voor met zeer korte of compleet ontbrekende staart, de manx. In het Verre Oosten komen er katten voor met staartstompjes of gebogen korte staarten. In Japan is daar een ras uit gefokt, de Japanse stompstaartkat.

### Primordiaal etui
Katten hebben vaak een primordiaal etui of primordiaal zakje. Dit is een zichtbare huidplooi ter hoogte van de buik, voor de achterpoten. De plooi heeft verschillende functies. Ze maakt de beweeglijkheid van de kat mogelijk; door de plooi kan de kat veel eten zonder dat de huid gespannen wordt; het is een extra bescherming bij gevechten waarbij met de achterpoten wordt getrapt.

### Zintuigen

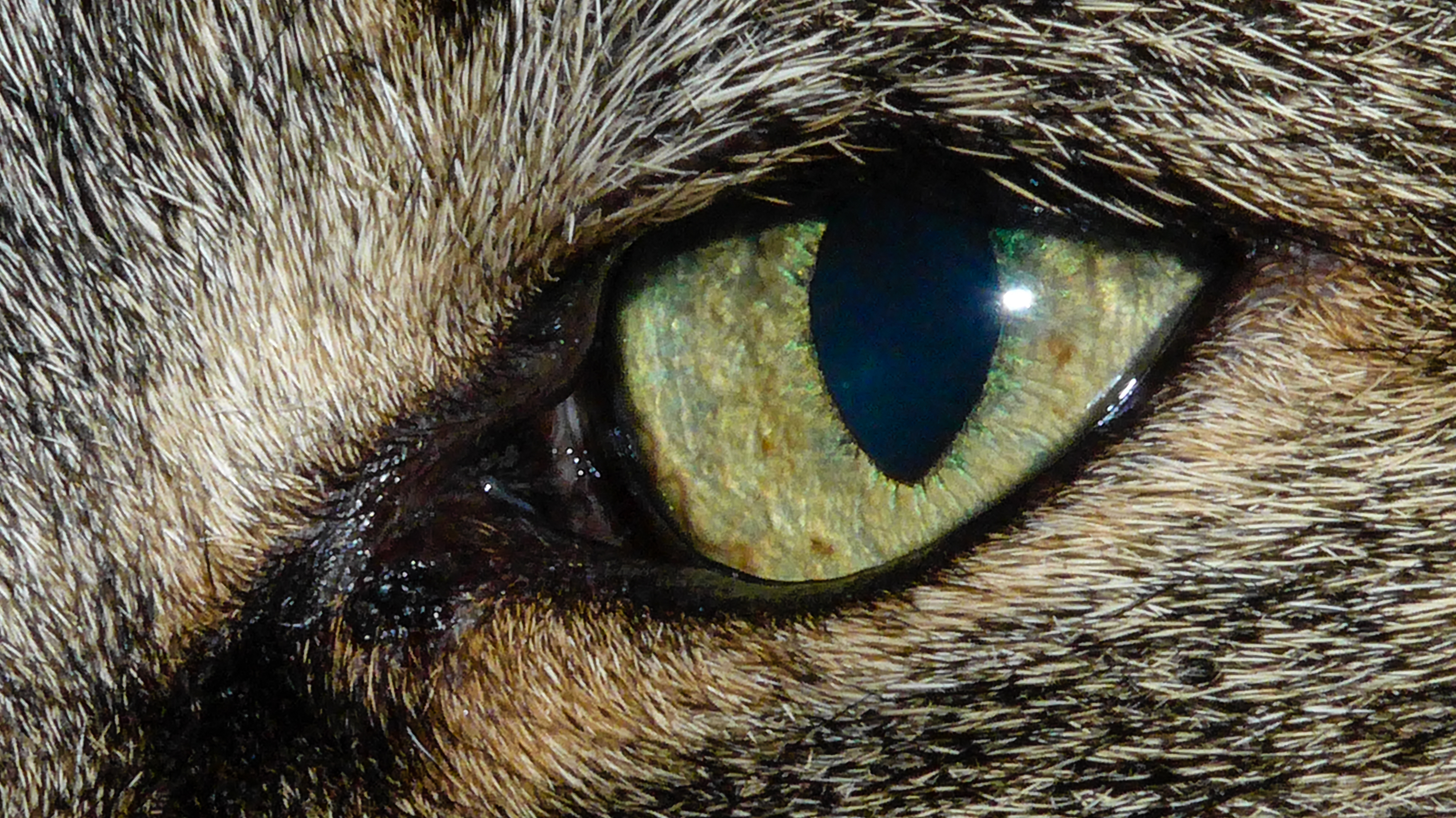
Kattenoog

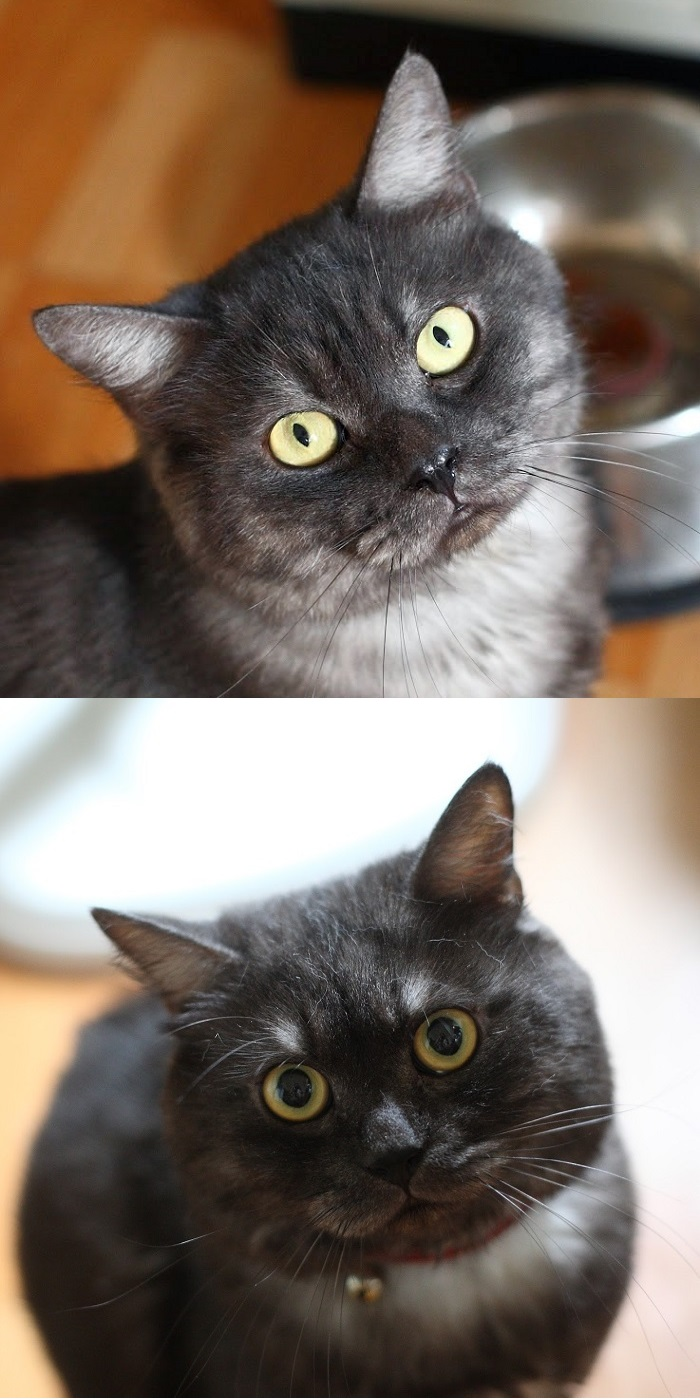
De pupillen van een kat vergroten zich sterk bij weinig licht. Het reflecterende weefsel is goed zichtbaar.

De meeste katten hebben een goed gezichtsvermogen en kunnen goed in het donker zien, doordat zij meer staafjes dan kegeltjes in hun ogen hebben. Hierdoor kunnen ze goed waarnemen in de schemer, maar bij volkomen duisternis zien ze niets. Hun vermogen kleuren te onderscheiden is daarentegen zwak, maar katten zijn niet kleurenblind. Volgens een onderzoek uit 2014 kunnen katten, naast een aantal andere zoogdieren, mogelijk ultraviolet licht waarnemen. Op de achterwand van het oog bevindt zich reflecterend weefsel (het tapetum lucidum), waardoor de ogen van een kat fonkelen in het donker. Het gezichtsveld van een kat bedraagt 285°, versus een mens 210°. De pupillen hebben een verticale spleet als vorm. Elk oog wordt beschermd door een derde ooglid, ook wel knipvlies genoemd.
Katten kunnen uitstekend horen en zijn in staat frequenties tot 64 kHz waar te nemen. Ter vergelijking: een gemiddeld mens hoort frequenties tot 20 kHz. De oren kunnen 180° draaien. Hierdoor kunnen geluiden goed gelokaliseerd worden.
De snorharen hebben een functie bij het instinctief doorbijten van de ruggengraat van de prooi. Katten zien op korte afstand niet scherp en vertrouwen daarom op hun uiterst gevoelige snorharen en de lange haren boven de ogen wanneer zij een prooi hanteren. Katten zonder snorharen kunnen de "coup de grâce" (het doden van de prooi) moeilijk uitvoeren. Katten hebben ook snorharen achter op hun voorpoten.
De haren in de vacht zijn afzonderlijk verbonden met een mechanoreceptor. Hierdoor kan informatie over de omgeving naar de hersenen worden gestuurd. De meeste katten vinden het daardoor ook prettig om aangehaald en geaaid te worden.
Een kattenneus bevat ongeveer 20 miljoen geurcellen, vier keer zo veel als bij een mens. De neus is vooral afgestemd op stikstof, omdat deze stof zich in rottend voedsel bevindt. Hierdoor is de kat ook goed in staat om voedsel te beoordelen op eetbaarheid. Katten zijn van nature geen aaseters. Het reukvermogen van katten is niet zo goed ontwikkeld als dat van honden.
Een kat heeft ongeveer 500 smaakpapillen, terwijl een mens er ruim 9000 heeft. Katten laten zich dan ook voornamelijk leiden door geuren. Katten kunnen zout, zuur en bitter van elkaar onderscheiden, maar hebben geen voorkeur voor zoet.

## Gedrag

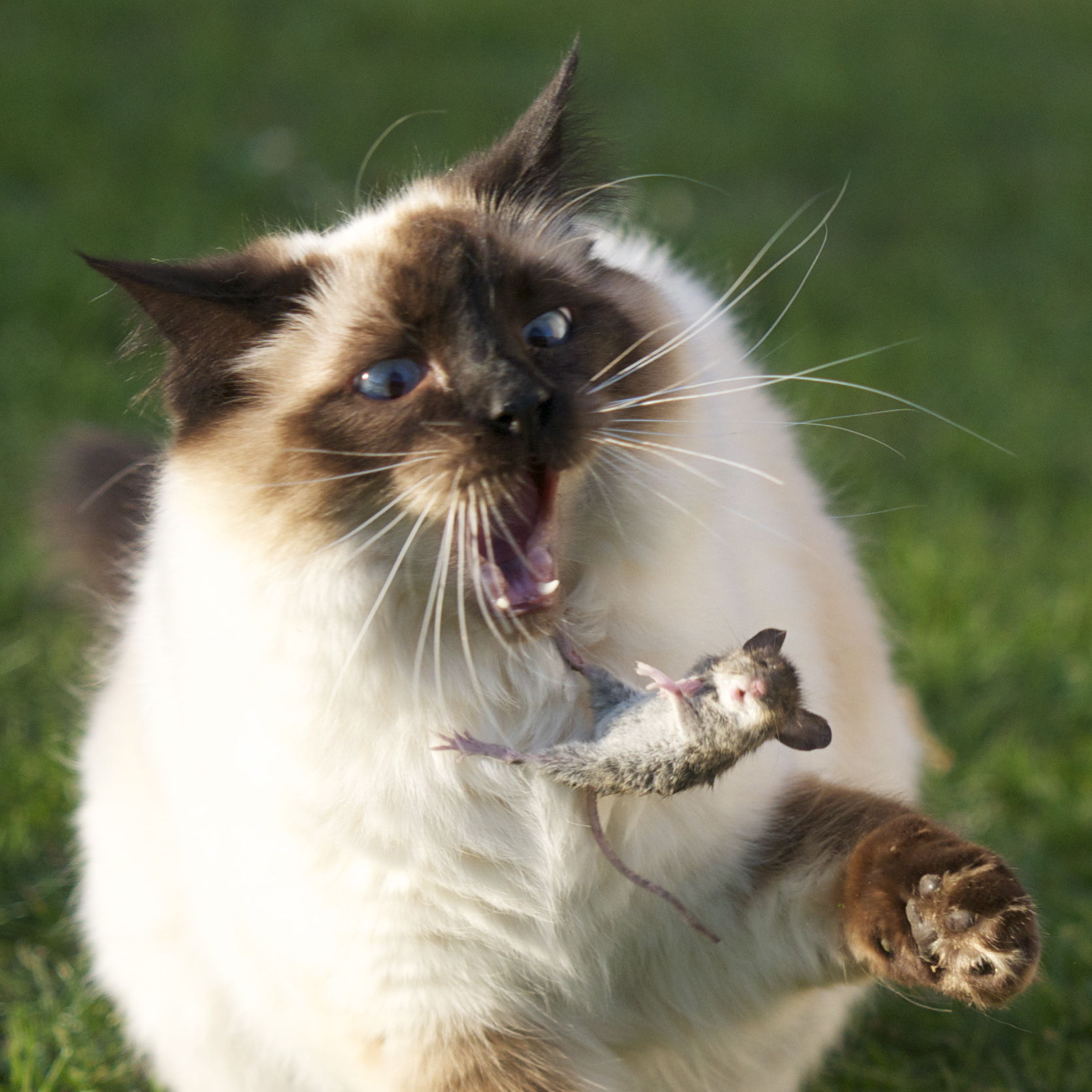
Ragdoll spelend met een muizenprooi

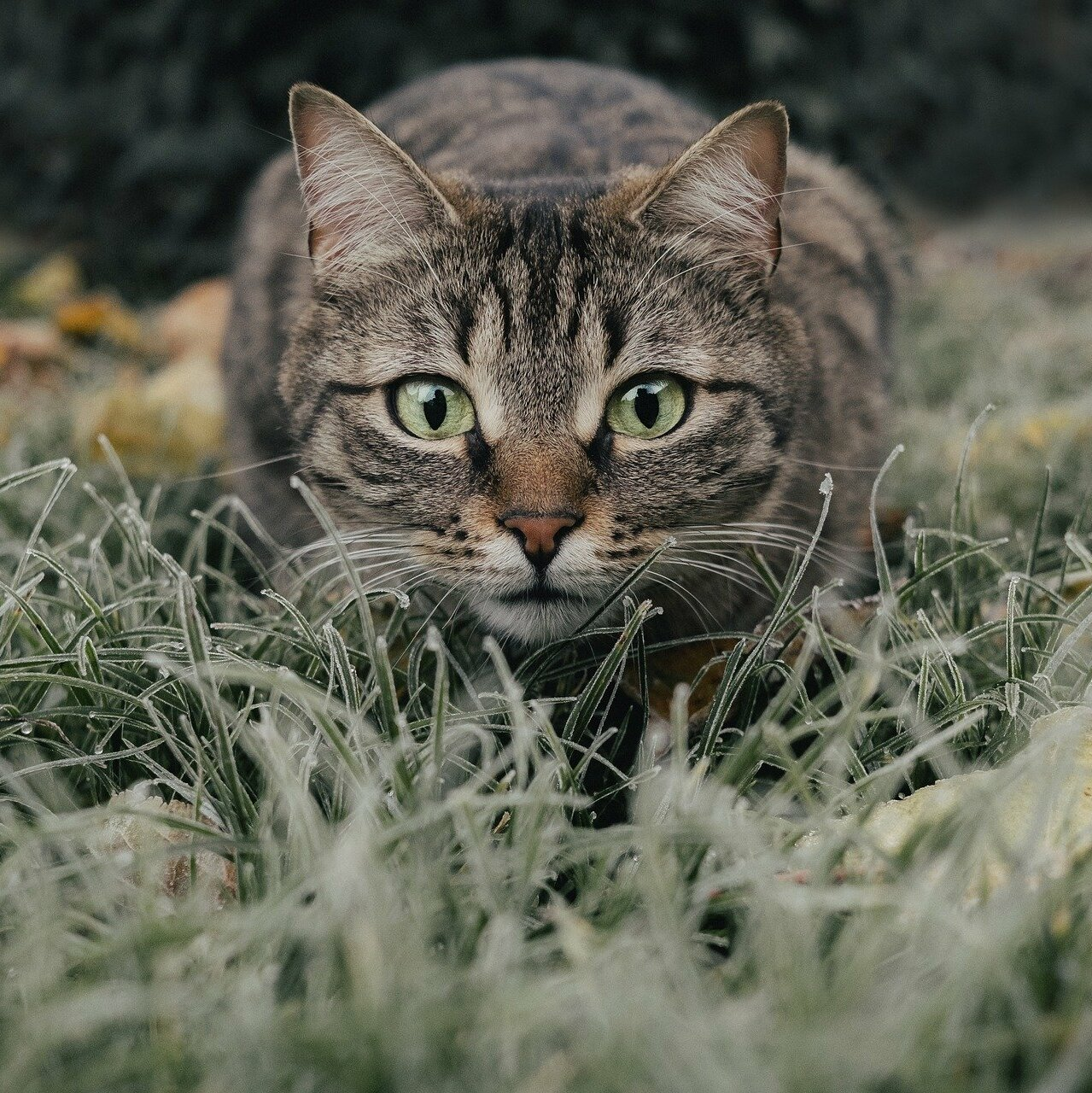
Kat op jaagpad

### Jagen
Katten kunnen snel korte afstanden afleggen en het zijn goede klimmers, maar hebben een beperkt uithoudingsvermogen. Katten houden meestal niet van water, maar kunnen wel goed zwemmen. Ze jagen op hun prooi door ze geruisloos te besluipen. Als de kat dicht genoeg genaderd is, bespringt hij de prooi en vangt hij het dier met zijn scherpe tanden en klauwen. De neiging om langdurig met de gewonde prooi te spelen wordt bij alle katachtigen waargenomen, ook bij de gedomesticeerde kat. Het is een middel om de prooi onschadelijk te maken zonder zelf verwondingen op te lopen als deze zich door bijten verdedigt.

### Rusten
Katten sparen hun energie tijdens de dag: het zijn schemeractieve dieren.

### Hygiëne

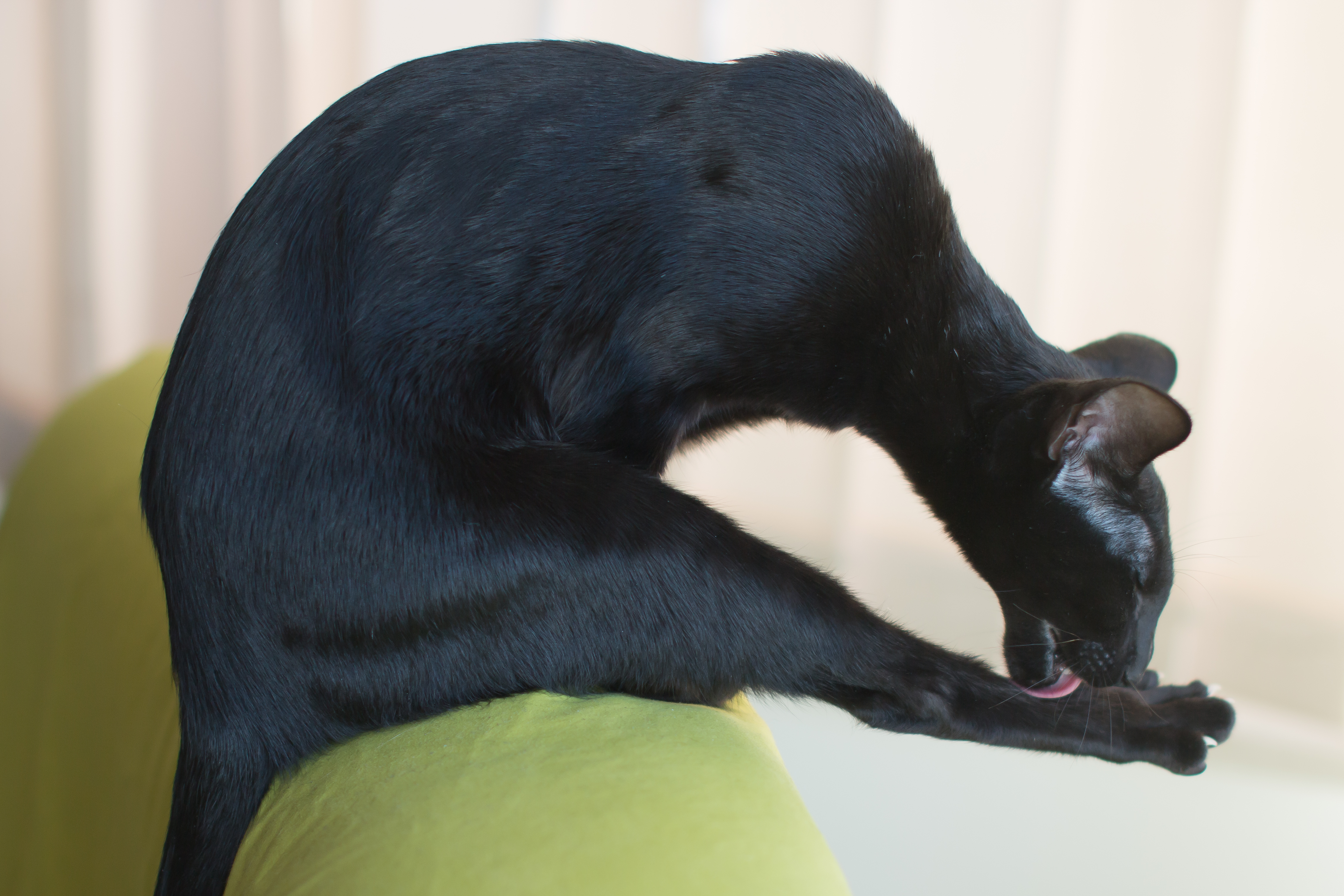
Kat die zichzelf wast

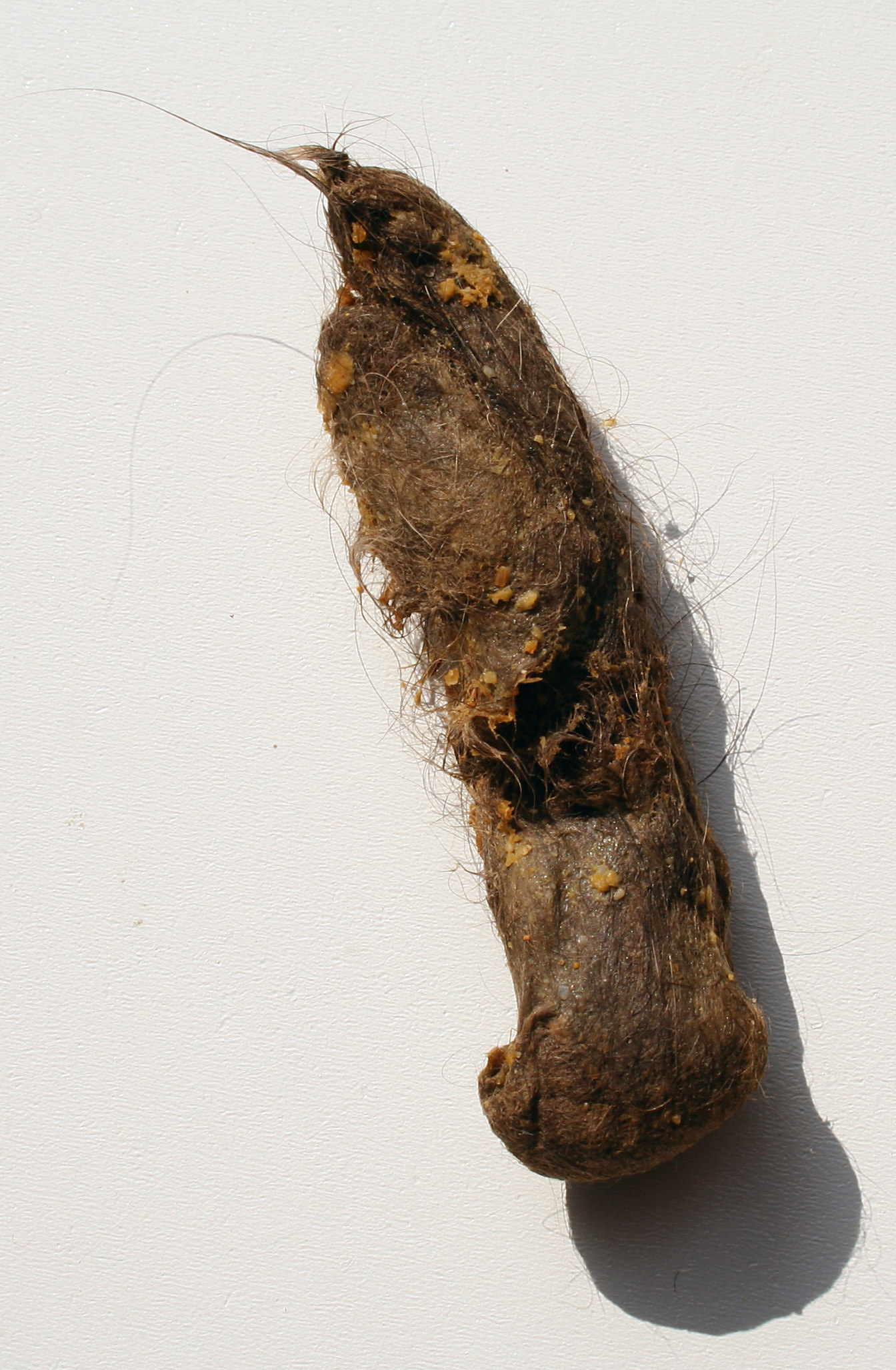
Haarbal

Net als leeuwen en tijgers likken katten zichzelf schoon met hun tong; vaak doen ze dit voor het slapen gaan, of na het wakker worden. De instinctieve verzorging van de vacht met tanden, speeksel met enzymen en vet uit een klier boven de staart vergt ongeveer twee uur per dag. Hierdoor slikt de kat veel losse haren in. Deze verlaten gewoonlijk via het darmkanaal het lichaam. Als de kat echter te veel haren in korte tijd binnenkrijgt, kan er een haarbal ontstaan die wordt uitgebraakt. Langharige katten hebben overigens meer last van haarballen dan kortharige. Als een kat vergeefse pogingen doet om een haarbal uit te braken, kan er sprake zijn van verstopping. Dit kan levensbedreigend zijn.

### Sociaal gedrag
De gedomesticeerde kat is een sociaal flexibele soort. In een omgeving met verspreide voedselbronnen en lage populatiedichtheid leven katten solitair of in kleine groepjes van nauw verwante vrouwtjes. De grotere, niet-overlappende territoria van katers beslaan twee of meer van de kleinere territoria van de vrouwtjes. In een stedelijke omgeving of bij boerderijen zijn de voedselbronnen meer gecentraliseerd, wat leidt tot het vormen van groepen met een hoge dichtheid bestaande uit meerdere mannetjes en meerdere vrouwtjes met kleinere, overlappende home-ranges en een promiscue paarsysteem. Afhankelijk van de beschikbaarheid van voedselbronnen, zijn katten dus solitaire of sociale dieren. Indien ze de mogelijkheid hebben, zullen vrouwtjes familiegroepen vormen. Hun vrouwelijk nageslacht blijft bij hen en krijgen op hun beurt kittens, zodat een matriarchale groep ontstaat. Mannetjes verlaten de groep wanneer ze geslachtsrijp worden.

### Geluiden
Katten maken een laag zoemgeluid dat spinnen wordt genoemd. Het is een manier om allerlei gevoelens uit te drukken, van angst en pijn tot tevredenheid. In de omgang met mensen is het meestal een teken dat ze tevreden zijn, soms dat ze hulp nodig hebben. Dit geluid wordt voortgebracht door trillingen van de stembanden. Spinnen is een communicatiemiddel tussen kittens en moeders. Kittens kunnen spinnen als ze een week oud zijn.
Daarnaast kan een kat miauwen (of mauwen), grommen, sissen, blazen, schreeuwen, piepen. Klappertanden, kermen en trillen (waarbij de kat soms een 'mekkerend' geluid laat horen) doet een kat tijdens het flemen. Klik hierⓘ om spinnen en mauwen te horen.

### Communiceren met katten

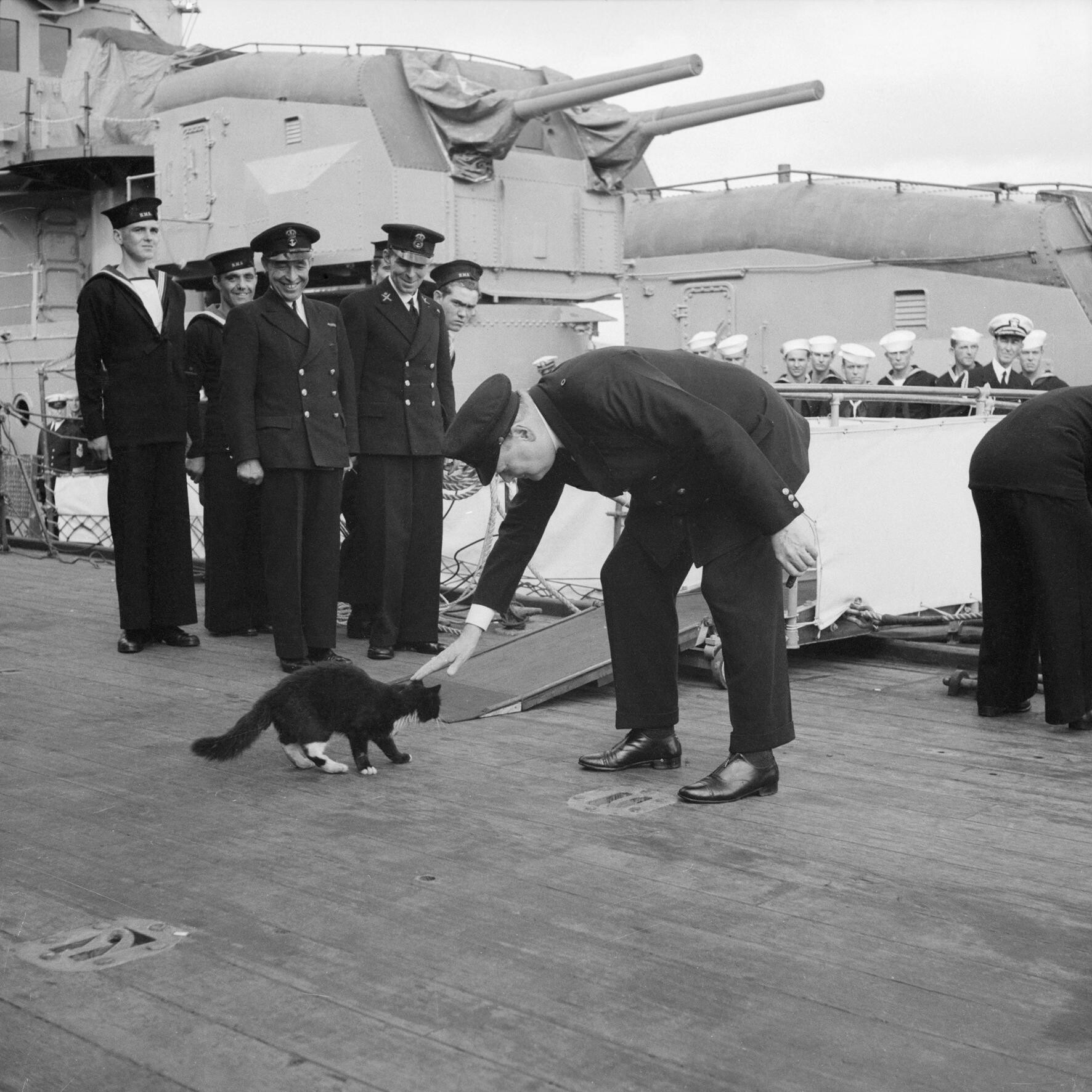
Winston Churchill en Blackie op HMS Prince of Wales; Blackie was de mascotte van het oorlogsschip (1941)

Er zijn verschillende communicatieve signalen van katten die zij ook begrijpen wanneer ze door mensen gegeven worden. Communiceren met een kat zal de band met de kat wederzijds versterken. Enkele voorbeelden:
- Blazen: het sissende blaasgeluid geeft aan dat een kat angstig is en niet benaderd wil worden. Zelf als 'straf' blazen naar een kat heeft dus geen zin, je geeft dan het signaal dat je zelf bang bent en met rust gelaten wil worden.
- Beide ogen (langzaam) samenknijpen: staren is in kattentaal een bedreiging. Het samenknijpen van de ogen betekent dat een kat niets kwaads in de zin heeft en dient dus om agressie te voorkomen.
- Spinnen en tegelijk nagels uitsteken: de kat bedoelt daarmee dat hij zich veilig voelt bij de mens.
- Kopjes geven: in de wangen van de kat zitten geurklieren. Door kopjes te geven tegen voorwerpen, markeert de kat dat voorwerp. De geur geeft het signaal dat alles 'veilig' is en geeft een gevoel van 'thuis'.
- Vastnemen bij het nekvel: in tegenstelling tot wat vaak wordt gedacht, neemt een moederpoes haar kittens nooit in het nekvel. Ze neemt ze wel vast in de nekspier. Ze doet dit tot ongeveer 3 weken ouderdom, wanneer ze de kittens naar een nieuw nest brengt of terug naar het nest wil brengen. In het nekvel nemen om te straffen doen katten nooit. Enkel bij de paring zal de kater de poes in het nekvel bijten om haar te fixeren.

### Opvoeding
Vaak wordt gedacht dat katten zichzelf opvoeden en hen niets te leren valt, maar het tegenovergestelde is waar. Voor het afleren van onjuist gedrag bij katten is het van belang dat er wordt gericht op het aanleren van juist gedrag. Straffen geeft een averechts effect en zal de kat angstig en gestrest maken, waardoor het nog minder gewenst gedrag zal vertonen. Dit komt omdat het in tegenstelling tot de hond geen bescherming zal zoeken in een groep als overlevingsmechanisme. Het trainen van katten kan op basis van het belonen van goed gedrag en het negeren van fout gedrag. Het is van belang dit te doen direct nadat het gedrag heeft plaatsgevonden, zodat de kat het gedrag en de beloning kan koppelen aan elkaar.

## Voortplanting

### Paring
Vrouwelijke katten of poezen zijn gemiddeld twee tot drie keer per jaar krols, maar dit is heel variabel: sommige poezen worden het hele jaar door om de twee weken krols, andere worden maar één keer per jaar krols. Dit komt het meest voor tussen januari en april, maar ook tussen juni en september. Doordat de hormonale cyclus afhankelijk is van het aantal uren daglicht, is een poes tussen oktober en december zelden krols. Katten die vaak binnen zijn in goed verlichte huizen, zullen toch het hele jaar door krols worden. Een cyclus duurt ongeveer twee weken. Hierin is de poes echter maar twee tot vier dagen vruchtbaar. Zij zal in deze periode duidelijk kenbaar maken dat zij krols is door te roepen naar potentiële paringskandidaten. In deze periode kan een poes ook urine gaan sproeien. De kater kan deze roep beantwoorden, waarna ze van elkaar weten dat er van beide kanten goedkeuring is.
Bij de paring bijt de kater de poes in de nek en ejaculeert snel nadat zijn penis in de vagina zit. Het uiteinde van de penis is bedekt met weerhaakjes die de ovulatie stimuleren. Een poes en kater kunnen meermalen per dag paren. Een poes kan ook door meer dan één kater worden bevrucht. Een nest kittens kan ook van verschillende vaders zijn.

### Draagtijd
Een poes is gemiddeld negen weken (65 dagen) drachtig. Na drie weken worden haar tepels rozerood, waarna het nog eens zes weken duurt voordat het dier werpt. De gewichtstoename bedraagt gemiddeld een kilo.

### Baren
De weeën beginnen ongeveer zes uur of meer voor het werpen. De poes begint sneller adem te halen en gaat spinnen. De weeën nemen toe van ieder half uur tot elke vijftien seconden. Daarna komt de eerste kitten tevoorschijn. De poes zal daarna de navelstreng doorbijten en de kitten gaan likken om zodoende de ademhaling op gang te brengen. Het is van belang dat de kitten drinkt van de colostrum, de eerste melk.

### Kittens
Een jong katje heet een kitten. Ongeveer 66% van de kittens komt ter wereld met de kop eerst. Bij de geboorte is een kitten doof en blind. Als een moederpoes de uitgekozen veilige nestplaats niet veilig genoeg vindt, kan ze de jongen zo nu en dan naar een andere plek brengen. Dit doet zij instinctief. Hierbij worden de jongen aan de nekspier gedragen. Een ook bij volwassen katten aanwezige reflex zorgt ervoor dat de dieren dan compleet ontspannen zijn.

#### Ontwikkeling
Gemiddeld gaan na 2-16 dagen de ogen van een kitten open (meestal rond dag 7-10) en na 17 dagen werkt het gehoor. Na vier weken eindigt de zoogfase en gaat een kitten over op gedeeltelijk vast voedsel, oftewel de speenfase. De speenfase loopt tot week 7, waarna het kitten in principe zelfstandig kan eten. Toch blijven veel kittens zogen bij de moeder tot ze minstens een maand of 6 zijn, indien ze de kans krijgen. Na 5-6 weken is het moment waarop de moederpoes de kittens leert om zindelijk te worden en kan worden geleerd gebruik te maken van de kattenbak.
Onderstaande tabel geeft de ontwikkeling van een kitten weer.
| Tijd        | Omschrijving |
| ----------- | --- |
| 2-16 dagen  | ogen open, begin van focussen |
| 2 weken     | kan kruipen maar nog niet op poten staan, kan horen, tanden beginnen door te komen                                                                                    |
| 3 weken     | begint te lopen, dieet kan worden uitgebreid naast moedermelk |
| 4 weken     | diet van vast voedsel mogelijk, eind zoogfase en begin speenfase, start kritiek periode opbouw eigen weerstand, kan rechtop staan                                     |
| 5-6 weken   | ogen beginnen definitieve kleur te ontwikkelen, beheersing lopen en rennen, start zindelijkheidsfase                                                                  |
| 7 weken     | volledig gespeend en kan lichaamstemperatuur zelf regelen |
| 8 weken     | einde eerste socialisatieperiode, heeft volledig melkgebit, ontwikkeling oog-pootcoördinatie, castratie mogelijk, jachttechniek wordt geoefend                        |
| 9 weken     | eerste vaccinatie panleukopenie en rhinotraceitis/calici |
| 10-11 weken | motorische vaardigheden volledig ontwikkeld |
| 12 weken    | tweede vaccinatie |
| 12-16 weken | verbetering zicht, einde kritieke periode natuurlijke weerstand |
| 14-16 weken | einde tweede socialisatieperiode, adviesleeftijd verlaten nest |
| 16 weken    | derde vaccinatie |
| 18 weken    | wisseling melkgebit naar blijvend gebit |
| 5 maanden   | poes (vrouwelijk) geslachtsrijp |
| 6 maanden   | standaardleeftijd castratie |
| 8 maanden   | kater (mannelijk) geslachtsrijp |
| 1 jaar      | vanaf 1 jaar spreekt men niet meer over kittens maar katten, de meeste kittens zijn zo goed als uitgegroeid alleen sommige grote rassen groeien nog tot 1,5 jaar door |
| 1,5-4 jaar  | volledig uitgegroeid tot volwassen kat in fysiek en gedrag (poezen eerder dan katers)                                                                                 |

#### Socialisatieperioden
In de jeugd van de kat zijn er twee perioden, waarin katten open staan voor indrukken en lessen. Deze inprentingsperioden of socialisatieperioden zijn cruciaal voor het gedrag van de volwassen kat. Het gaat hier om socialisatie met mensen, socialisatie tussen de kittens binnen het nest en het afkijken van gedrag bij de moederkat.
De eerste periode loopt van ongeveer het begin van week 3 tot week 8. Heeft de kat in deze tijd geen mensen gekend, dan zal deze moeilijk te socialiseren zijn en zal deze minder tolerant zijn voor nieuwe indrukken. De tweede socialisatieperiode loopt ongeveer van week 8 tot week 14-16 (tot 3,5-4 maanden oud). Hier leren kittens veel van het afkijken bij het gedrag van de moederkat en tijdens spel met de andere kittens uit het nest.
Kittens die opgroeien zonder nestgenootjes (enigskind of door ze te vroeg uit het nest weg te halen) kennen bijvoorbeeld minder remming voor bijtgedrag en zullen minder snel hun nagels intrekken, omdat zij dit niet hebben geleerd in spel of schijngevechten. Katten die deze twee socialisatieperioden niet in het nest meemaken zullen meer ongewenst gedrag vertonen, zoals nervositeit, angst, agressie, bijten, krabben, minder gericht zijn op mensen en onzindelijkheid. Echter hoeven deze katten niet per definitie asociaal en wereldvreemd te blijven, maar het aanleren van goed gedrag op latere leeftijd kost veel meer tijd en moeite.

#### Verlaten nest
Bij verwilderde zwerfkatten verlaten de kittens pas na 6 tot 8 maanden het nest, of blijven deze zelfs levenslang bij de groep. In tijden van hongersnood verlaten kittens pas het nest wanneer zij zelfstandig kunnen overleven, dit is na 16 weken.
In Nederland, verhuizen tegenwoordig de meeste kittens rond de 8 weken naar de nieuwe eigenaar. Wettelijk gezien mogen kittens in Nederland vanaf 7 weken bij de moeder weggehaald worden. In Vlaanderen is dit 12 weken en in Brussel 13 weken.
Echter is het aan te raden de kittens langer bij de moeder te laten; tot zij zeker 14 weken, en liever 16 weken, oud zijn (3,5-4 maanden). Zo krijgen zij ook de tweede socialisatieperiode volledig mee en wordt ongewenst sociaal gedrag en intolerantie voor nieuwe indrukken op latere leeftijd beperkt. Daarnaast zijn de kittens tegen die tijd twee- of driemaal gevaccineerd (week 9, 12 en 16) en is hun natuurlijke weerstand voldoende opgebouwd (week 12). De stress van de verhuizing kan namelijk leiden tot een verlaging in weerstand en daarmee een vergrote kans op infectieziekten.

Galerij met kittens in ontwikkeling
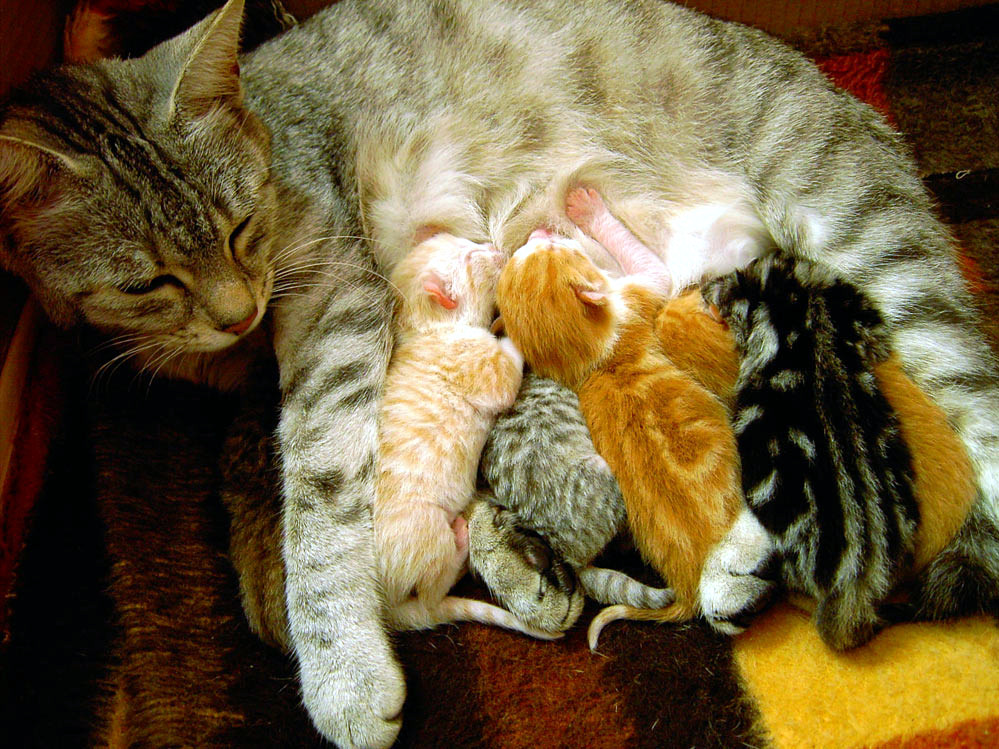
Poes die haar jongen zoogt
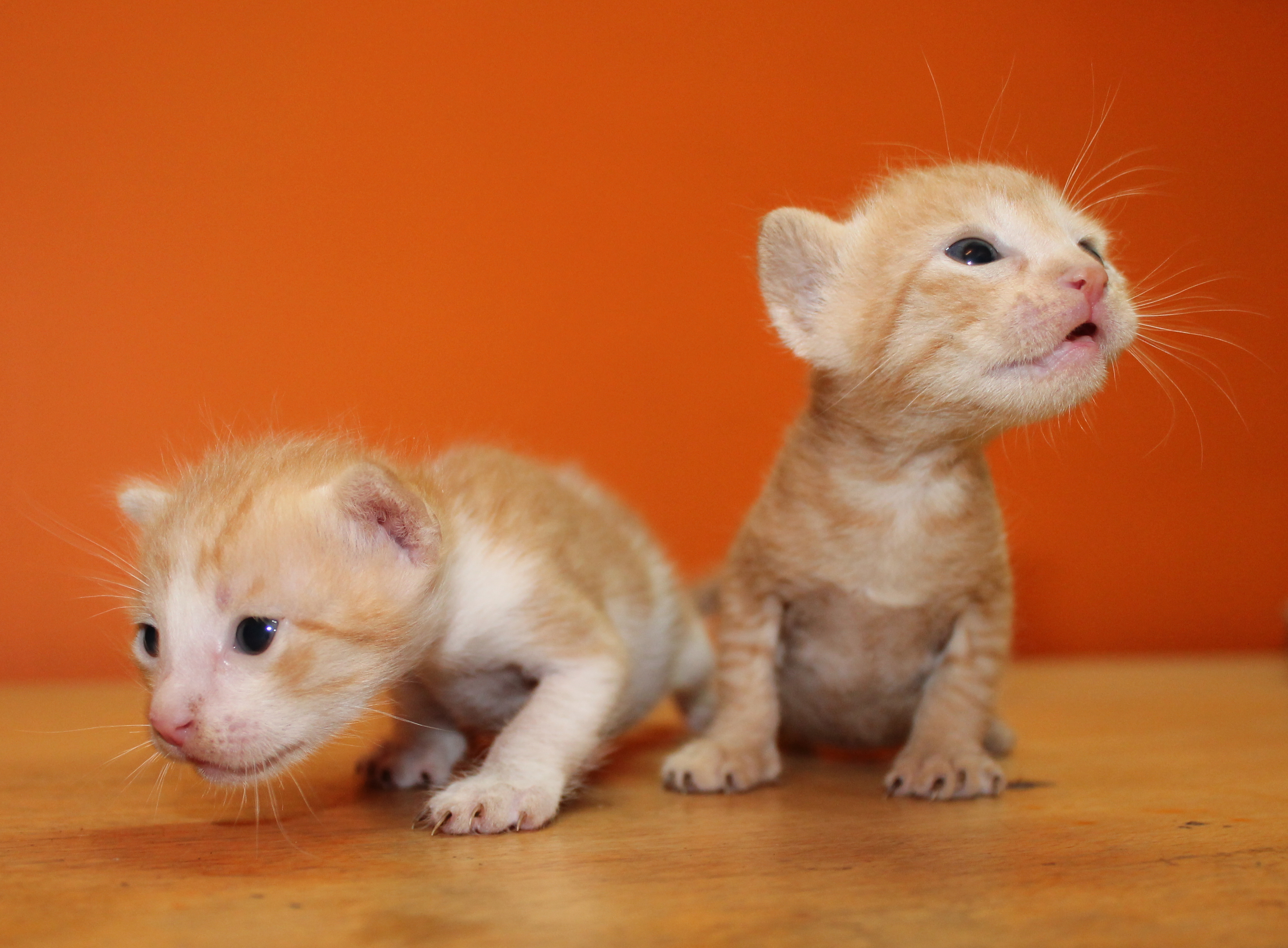
Twee rode cyperkittens van 17 dagen oud, waarbij de ogen net twee dagen open zijn
Nestje kittens van zes weken oud in het gras
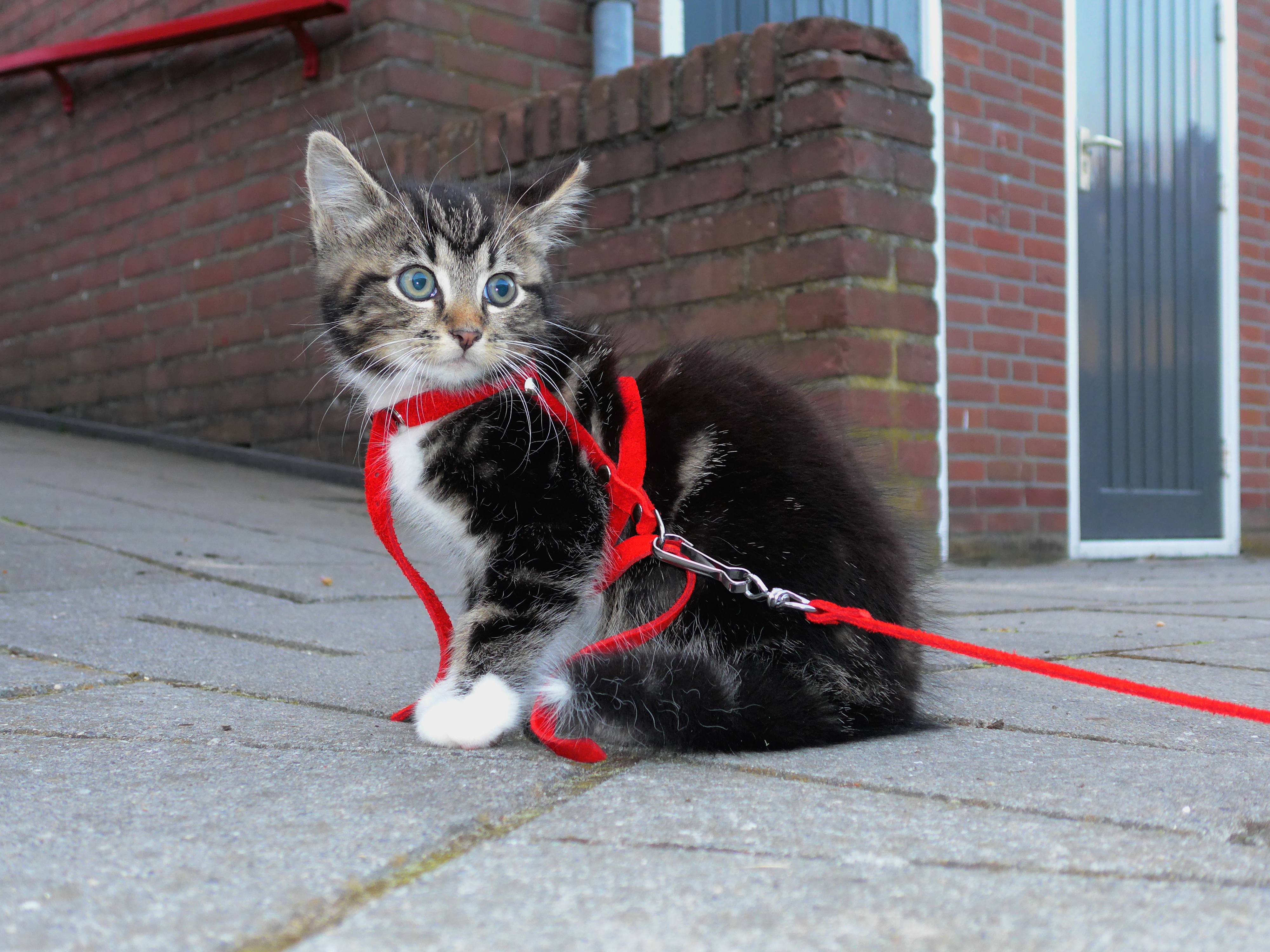
Kitten van acht weken, voor het eerst buiten
- Zwaaien met de staart, likken. Twee jonge rode en een zwarte kat (Somaliland, 2019)
- Kittens in schijngevecht

## Levensduur
De levensduur van huiskatten komt ongeveer overeen met die van de andere katachtigen. Na tien jaar kan een kat als bejaard worden beschouwd. Huiskatten sterven gemiddeld na 11-14 jaar. De oudste Nederlandse kat werd 28 jaar oud. De oudste kat ter wereld werd 38 jaar en 3 dagen oud. In het algemeen zijn leeftijden moeilijk te controleren, omdat katten geen geboortebewijs hebben. Bij raskatten is dit wel in hun stamboek meegenomen.

### Invloeden levensduur

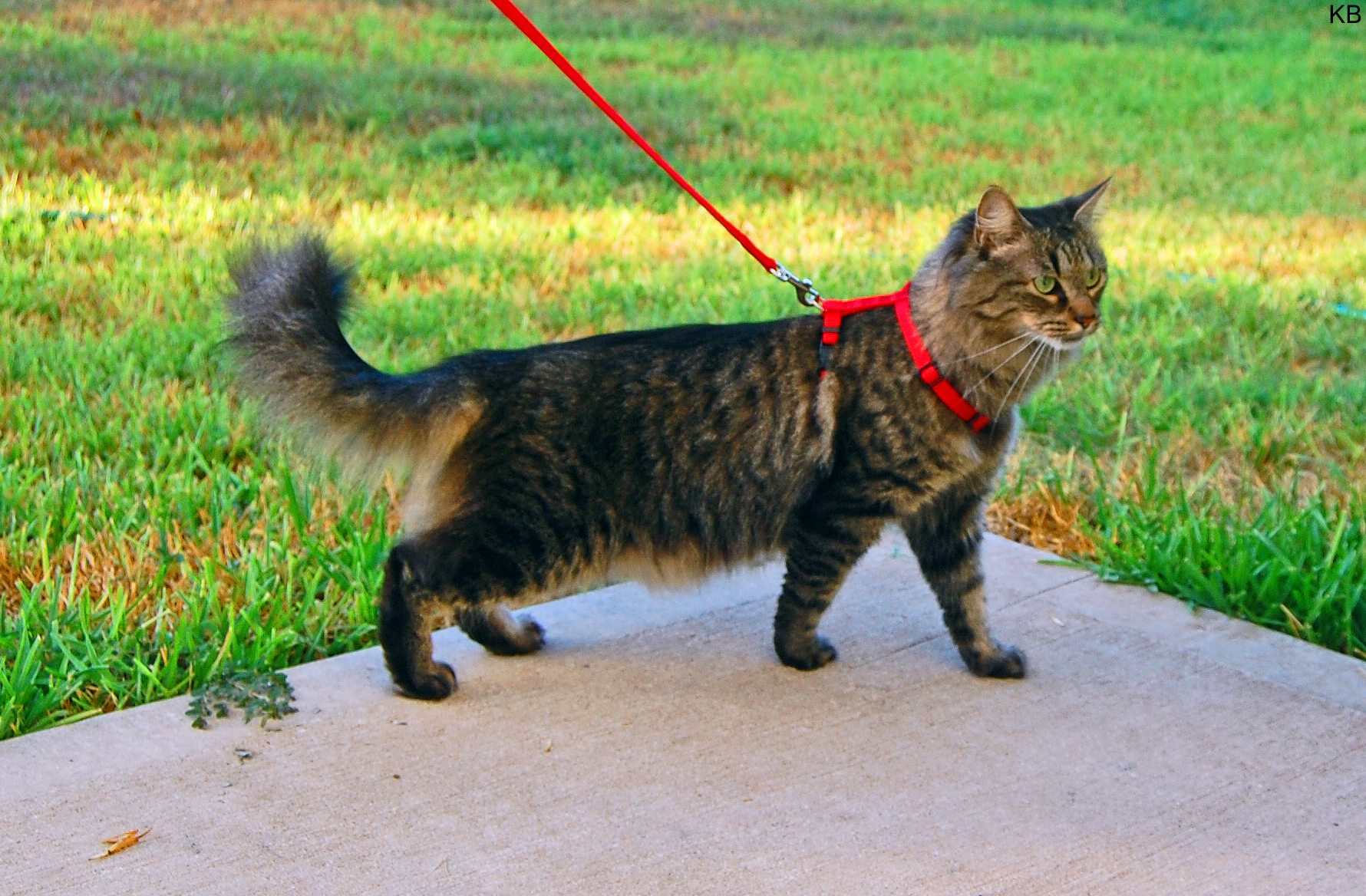
Katten worden uitgelaten aan een harnas speciaal voor katten. Deze heeft een extra tuigje achter de voorpoten, omdat de nek van de kat te fragiel is voor alleen een halsband en lijn.

Vrouwtjes poezen leven gemiddeld langer dan katers. Ook castratie of sterilisatie verhoogt de gemiddelde levensduur. Katten die lijden aan obesitas of juist ondervoed zijn leven gemiddeld juist korter dan katten op streefgewicht. Ook leven binnenkatten langer dan buitenkatten, omdat deze minder gevaar lopen op letsel, parasieten, vergiftiging of overdraagbare ziekten. Er zit zelfs meer dan 10 jaar verschil in levensduur tussen een kat die volledig binnen wordt gehouden (15-17 jaar) en een kat die volledig buiten leeft (2-5 jaar). Katten die alleen overdag buiten komen leven gemiddeld 2 tot 3 jaar korter dan binnenkatten. Het advies luidt dan ook om katten binnen te houden, maar wel met genoeg uitdaging en beweging. Een afgesloten tuin, balkon, catio of andere vorm van buitenren kan een uitkomst bieden voor katten om op een veilige manier buiten te komen, daarnaast kan dit mogelijk door het uitlaten van de kat met een speciaal kattenharnas. Daarnaast kan de levensduur van katten worden verlengd door regelmatig de kat te laten controleren door een dierenarts, het door een dierenarts aangeraden vaccinatie-, ontwormings- en ontvlooiingsschema te volgen en de kat op streefgewicht te houden.

### Levensduur raskatten

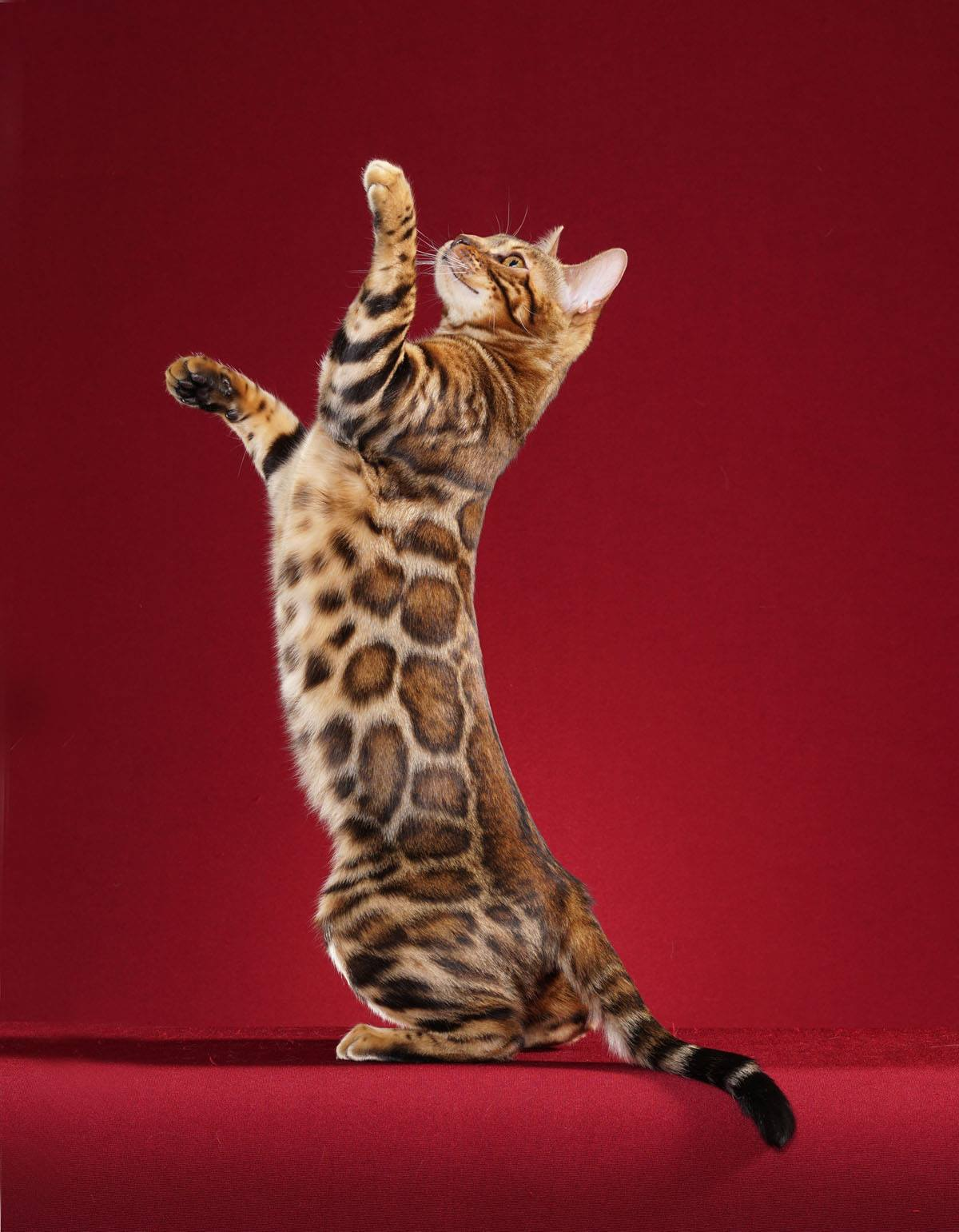
De Bengaal is officieel geen kat, maar een hybride tussen de kat en de Bengaalse tijgerkat. Met een gemiddelde van maar 7,3 levensjaar is dit de raskat die het minst oud wordt.

Het verschil in levensduur van raskatten ten opzichte van stamboekloze huiskatten is erg afhankelijk van om welk ras het gaat. De populariteit van rassen verschilt per regio, waardoor er verschillen zijn in dit verschil in levensduur tussen bepaalde regio’s. In Engeland sterven raskatten gemiddeld 1,5 jaar eerder dan stamboekloze huiskatten, terwijl in de Verenigde Staten raskatten juist wat ouder worden. Veel raskatten worden minder oud door aangeboren ziekten die bij raskatten vaker voorkomen ten gevolge van een hoge inteeltcoëfficiënt of als direct gevolg van het uiterlijk bij een ras gebaseerd op een mutatie (bijv. Moderne Pers, Munchkin, Sphynx of Schotse vouwoorkat). Een soortgelijk beeld ziet men overigens ook bij rashonden. Bepaalde kattenrassen die minder ras-gerelateerde gezondheidsproblemen hebben worden gemiddeld juist ouder dan de gewone huiskat (kat zonder stamboek).
Door de ontwikkeling van genetische testen is het mogelijk geworden op de aanwezigheid van deze genetische ziekten te testen. Bij uitgave van stamboeken voor katten gelden verplichte gezondheidstesten van de ouderkatten en fokkers testen daarnaast zelf ook op andere ras-specifieke ziekten. Op die manier is het aantal raskatten met erfelijke ziekten gedaald. Ook wordt de inteeltcoëfficiënt tegenwoordig verlaagd door voor een paring de verwantschap tussen de twee katten te berekenen met behulp van digitale stambomen in raskatten-databases. De levensduur van raskatten is hierdoor sterk verbeterd. Voor ziekten als direct gevolg van het uiterlijk bij kattenrassen gebaseerd op mutaties en voor ziekten waarbij de verantwoordelijke genen nog niet konden worden bepaald is dit niet het geval.

## Medisch

### Vergiftiging
Sommige stoffen die voor mensen slechts in hoge dosis giftig zijn, kunnen in geringe concentratie schadelijk zijn voor katten:
- Alcohol;
- Cafeïne;
- Chocolade;
- Dennenolie, veroorzaakt buikpijn en orgaanaandoeningen;
- Etherische olie, leidt bij inname tot inwendige verwondingen en veroorzaakt huidirritatie bij contact met de huid;
- Lelie, veroorzaken nierfalen;
- Macadamianoten, veroorzaakt spiertrillingen, verlamming, gewrichtsstijfheid en hoge koorts;
- Paracetamol, in tegenstelling tot de mens, hebben katten geen enzym dat paracetamol omzet tot zijn onschadelijke, uitscheidbare metaboliet. De kleinste hoeveelheid kan reeds tot fatale, onomkeerbare levernecrose leiden.
- Tabak, schadelijk voor zenuw- en spijsverteringsstelsel, tabaksrook kan leiden tot kwaadaardige lymfomen.

### Parasieten
Een aantal inwendige en uitwendige parasieten kunnen schadelijk zijn voor de gezondheid van de kat:
- Coccidia
- Giardia lamblia
- Hartworm
- Lintwormen
- Oormijt
- Rondwormen
- Scabies (schurft) is tevens een zoönose
- Teken
- Toxoplasma gondii
- Vlooien

### Kattenziekten
Er zijn verschillende ziekten of virussen die vaak bij katten voorkomen, of specifiek alleen bij katten kunnen voorkomen, zoals:
- Cystenieren (PKD)
- Felien diabetes
- Felien coronavirus (FCoV)
- Felien immunodeficiëntievirus (FIV) (“kattenaids”)
- Feliene infectieuze peritonitis (FIP)
- Gingivitis-stomatitis-faryngitiscomplex (mondziekte)
- Hondsdolheid (rabies)
- Hypertrofische cardiomyopathie (HCM)
- Feliene panleukopenie (“kattenziekte”, parvovirose, “kattenparvo”) door feline parvovirus (FPV)
- Leukose door feline leukemievirus (FeLV) (“kattenleukemie”)
- Niesziekte door feline calicivirus (FCV) of feline herpesvirus (FHV)
- Toxoplasmose

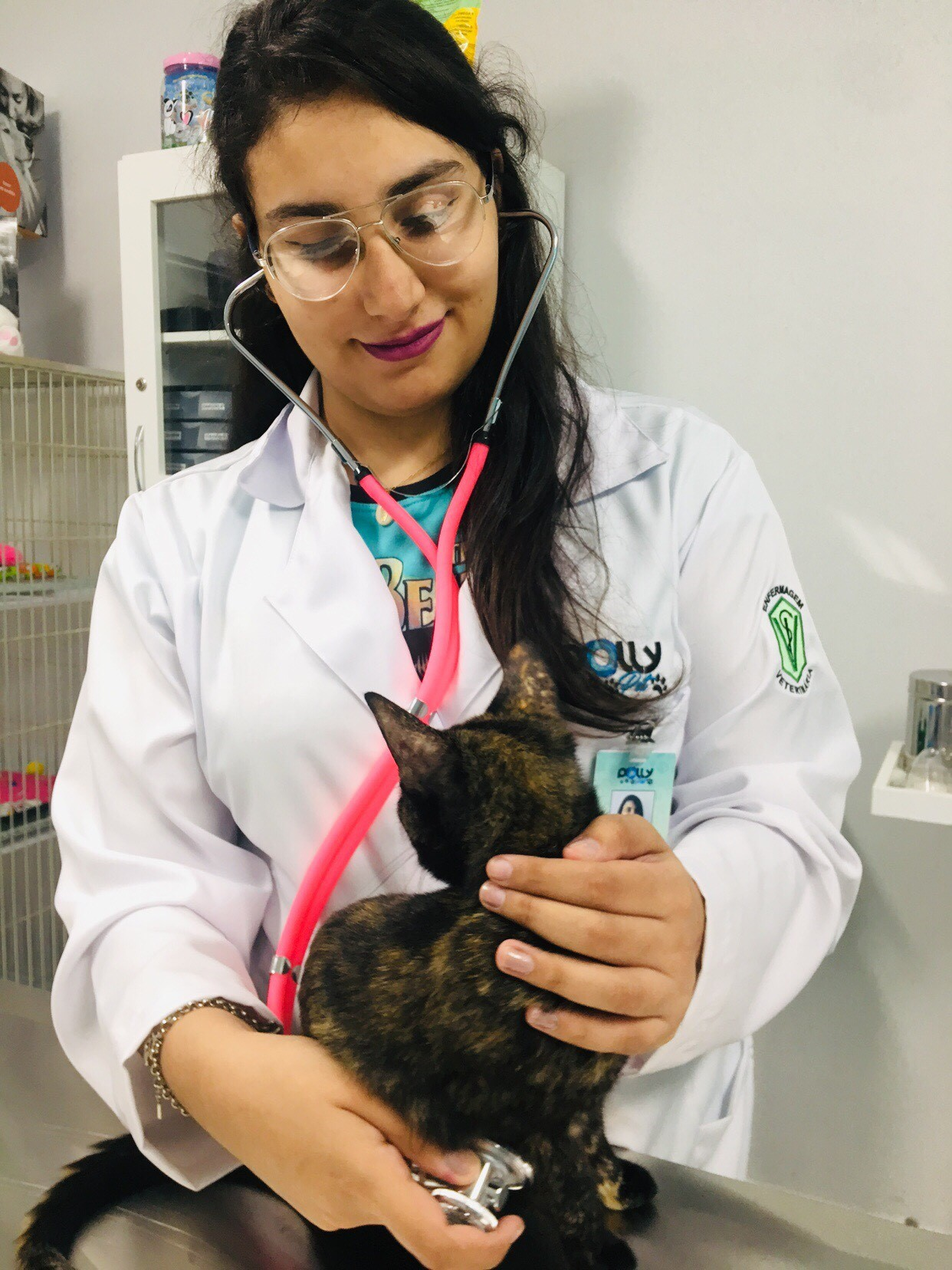
Poes op controle bij de dierenarts
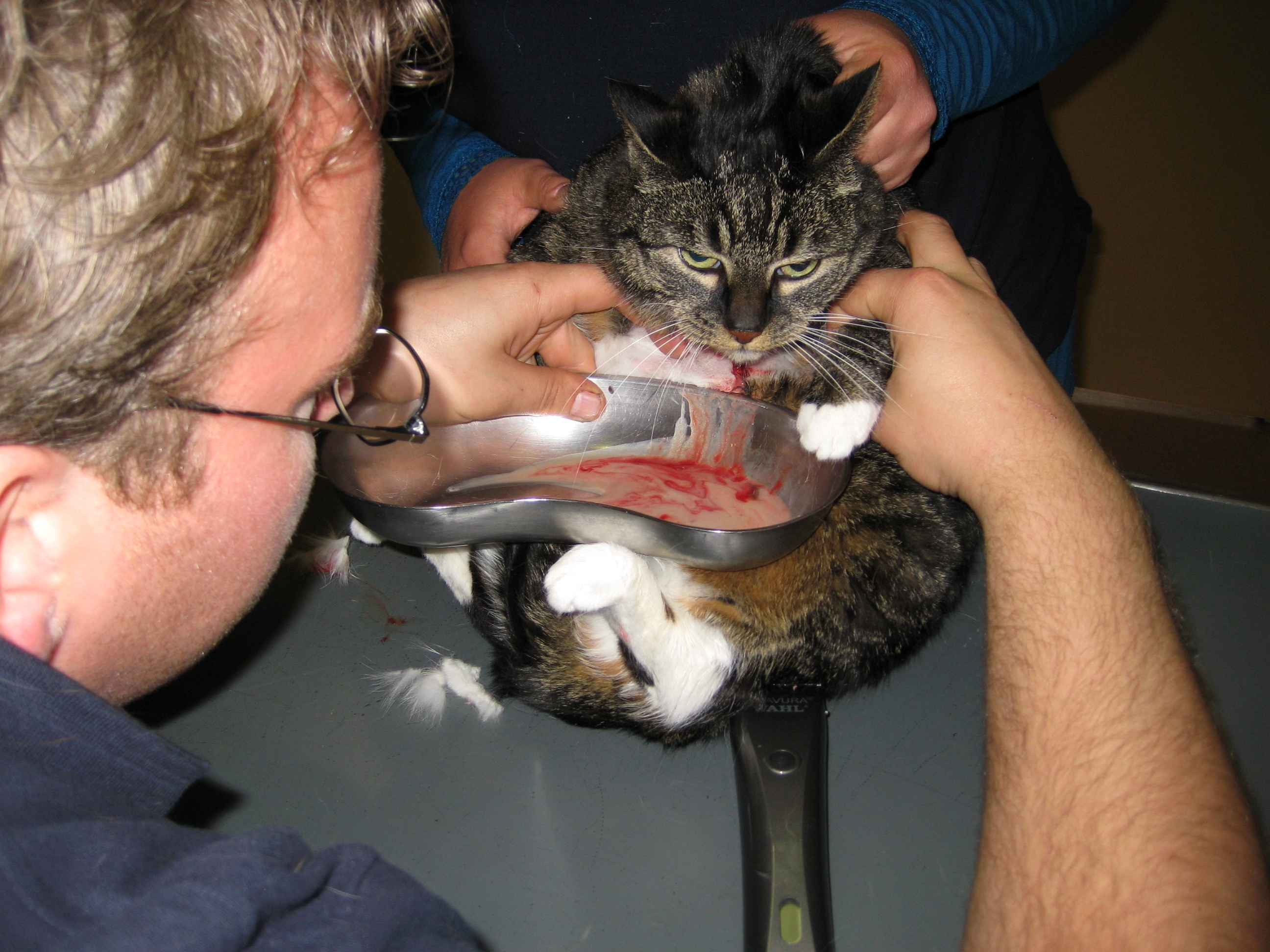
Poes die door een dierenarts van een ontsteking wordt verlost
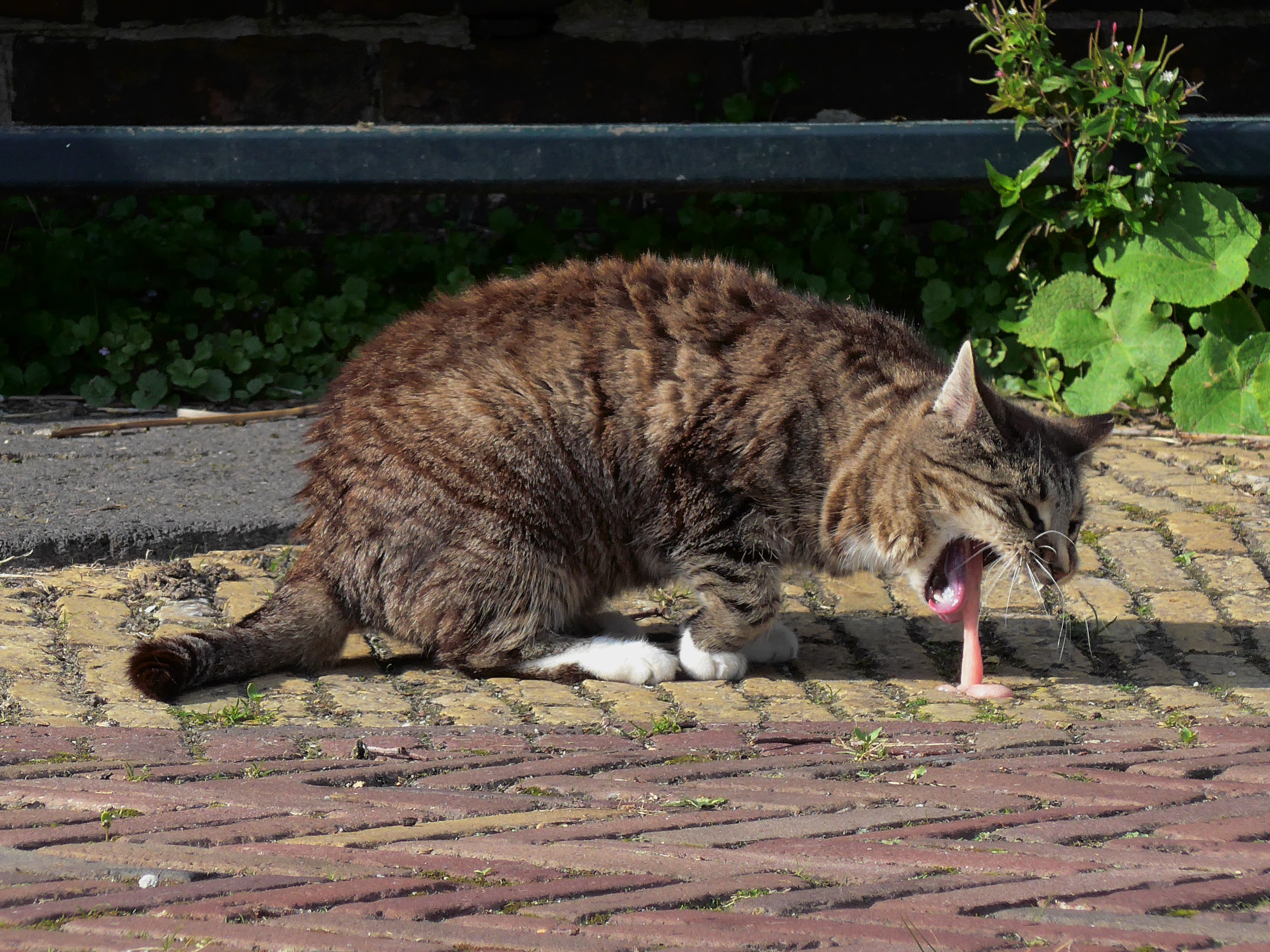
Kotsende poes

## Raskatten

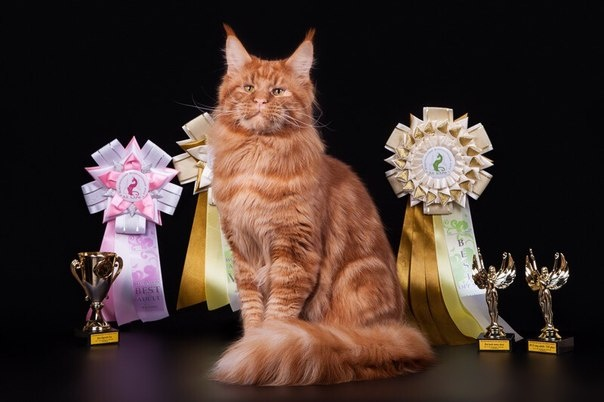
Rood klassieke cyperkater tussen zijn gewonnen showprijzen

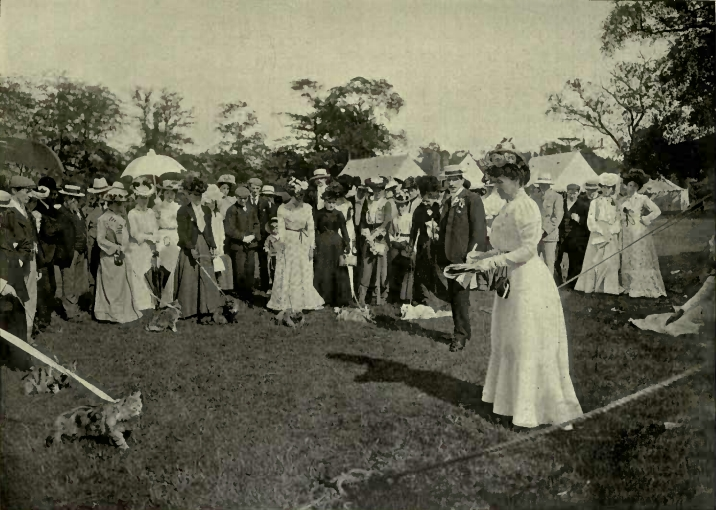
Een van de eerste raskattententoonstellingen in Richmond, Londen (1903)

Behalve stamboomloze huiskatten (ook wel huis-tuin-en-keukenkat, HTK, genoemd) is er ook een honderdtal selectief gefokte kattenrassen. Wat een raskat onderscheidt van een HTK is een officieel geregistreerd stamboek bij een kattenstamboekvereniging onder de catterynaam van de fokker. In de westerse wereld is ongeveer 3-4% van de kattenpopulatie een raskat. Wereldwijd wordt dit nummer geschat op 1-2%.
Er valt hierbij een indeling te maken naar herkomst. Sommige kattenrassen zijn landrassen met originele fenotypen (een eigen uiterlijk, waarmee ze al eeuwen in een bepaald gebied voorkomen), anderen zijn door de mens ontwikkeld door kruisingen met bestaande rassen of katten met mutaties. Er zijn ook kattenrassen, die officieel niet onder de soort van de gedomesticeerde kat vallen. Dit zijn hybride kruisingen van de huiskat (Felis silvestris catus) met wilde katachtigen. De verschillende eisen voor de uiterlijke en innerlijke kenmerken van ieder ras is vastgesteld door de stamboekverenigingen in zogeheten fok- of rasstandaarden. Aan de hand van deze standaarden worden de raskatten gejureerd op kattententoonstellingen.
Elk ras heeft een specifiek uiterlijk en een eigen karakter, maar desondanks verschillen (ras)katten, in tegenstelling tot (ras)honden, relatief weinig van elkaar. Waar honden al eeuwenlang zijn gefokt op specifieke functies (bv. jacht, waken), zijn kattenrassen relatief jong en louter gefokt voor esthetische doeleinden. Pas rond 1870 begonnen kattenliefhebbers met het selectief fokken en registreren van raskatten, wat de relatief kleine verschillen binnen de huiskat verklaart.
Dit is dan ook de reden dat DNA-testen voor katten onmogelijk een achtergrond van specifieke rassen kunnen bepalen, hierdoor wordt er in plaats daarvan gebruik gemaakt van de gelijkenissen in DNA-componenten tussen een geteste kat en bekende kattenrassen. De uitslag geeft dus geen bloedverwantschap tussen de geteste kat en de kattenrassen aan, maar gelijkenissen in genen. Een DNA-uitslag kan dan ook niet worden gebruikt als bewijs voor een raskat. Bij interesse in de aanschaf van een raskat is het belangrijk de gegevens van de kat en ouderkatten te controleren op stamboek-registratienummer, om de potentiële aanschaf bij broodfokkers (puur op winstoogmerk) te vermijden.
Onder de Nederlandse, Belgische en Europese wet is het fokken met, houden van en/of verkopen van, sommige kattenrassen verboden uit het oogpunt van dierenwelzijn. Voorbeelden hiervan zijn de hybride bengaal of designerrassen met gezondheidsproblemen als gevolg van de mutatie, zoals de Schotse vouwoorkat.

## Kleuren en patronen
Er zijn veel kleuren en patronen bij de kat. Opvallend is dat in tegenstelling tot veel andere diersoorten de pigmenten eumelanine (zwart) en feomelanine (rood) zich op het X-chromosoom bevinden. Daardoor zijn katten die beide kleuren tonen (“schildpad-” of "lapjeskatten" in de volksmond) bijna altijd vrouwelijk. De zeldzame katers die deze kleurslag vertonen zijn meestal van genotype XXY (syndroom van Klinefelter) en zijn doorgaans onvruchtbaar. Verder zijn er veel andere kleur- en patroongenen als dominant wit (W), deels wit in de vacht (S), een agoeti-gen (A), een aantal cyperspatronen (Ta/T/tb) ("tabby" in het Engels), een gen dat de onderkant van de haren ontkleurt (I, zilvereffect) en partiële albinogenen (cs en cb), die onder meer verantwoordelijk zijn voor de "siamese kleuring" die enkel te zien is op de extremiteiten van het lichaam. De verschillende genen in combinatie zorgen voor een wijd palet aan gecombineerde vachtpatronen en kleuren.

## Milieu
Net als andere huisdieren hebben ook huiskatten een uitgesproken ecologische voetafdruk (kweek, vervoer, maar vooral voeding), zoals onder meer bleek uit Zwitsers onderzoek van 2019.
Ook de biodiversiteit wordt negatief beïnvloed: katten zijn niet kieskeurig bij de jacht. Onderzoekers identificeerden in een meta-analyse van 2023 wereldwijd meer dan tweeduizend soorten die aan katten ten prooi vallen, vooral vogels en zoogdieren, maar ook reptielen en amfibieën. Bij de prooien stonden ook 347 soorten bij die op de Rode lijst staan, en dus in meer of mindere mate bedreigd zijn. Door de massale aanwezigheid van katten ontstaat in sommige gebieden een zogenoemd 'angstlandschap' waarin kleinere dieren zich niet veilig voelen. Vooral verwilderde katten kunnen de biodiversiteit aantasten. De huiskat wordt in West-Europa door velen beschouwd als een schadelijke invasieve exoot.
De 3 miljoen Nederlandse huiskatten doden jaarlijks ten minste 17 miljoen vogels, waaronder zeldzame en bedreigde soorten.

## De kat als cultusobject

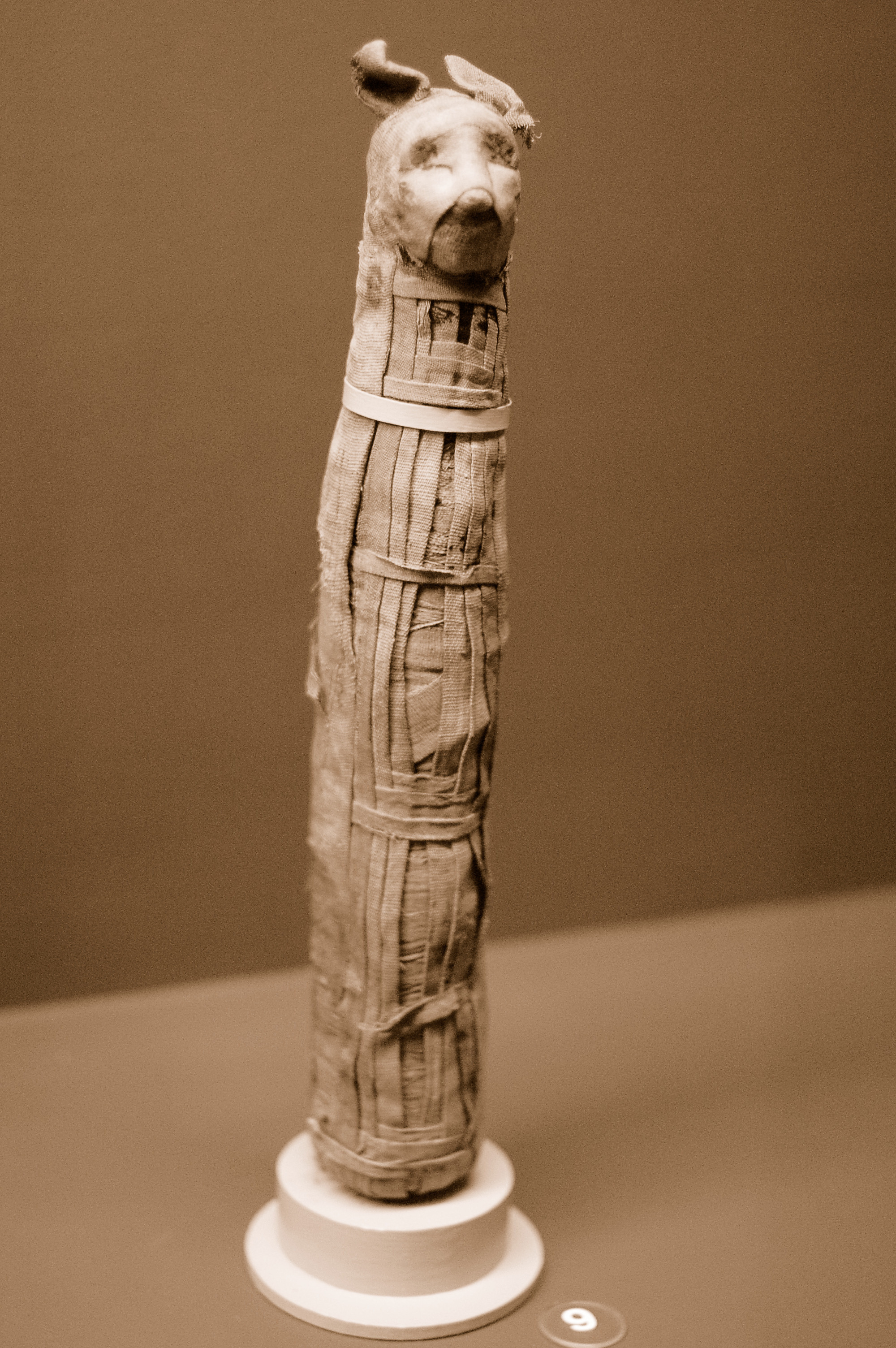
Egyptische gemummificeerde kat

De kat bekleedt al zeer lang een belangrijke plaats, bijvoorbeeld in de Germaanse mythologie. Freya, de godin van de vruchtbaarheid, de liefde en de schoonheid, liet zich door de wolken rijden op een wagen die werd getrokken door wilde katten.
Bij de Egyptenaren was de kat het symbool van de vruchtbaarheid in de vorm van de kattengodin Bastet (soms: Bubastet). De kat stond in hoog aanzien en mensen die een kat doodden of mishandelden werden zwaar gestraft. Katten werden bij de Egyptenaren gemummificeerd en bijgezet. Als een kat in een huis stierf schoren bewoners soms hun wenkbrauwen als teken van rouw.
Voor de Romeinen waren katten eveneens belangrijk, en zij werden beschouwd als beschermer en hoeder van hun bezittingen.
In Azië was de kat al vroeg bekend, vooral in China, Japan en Siam. Ze werden vaak vereerd als tempeldieren die door de monniken verzorgd werden.
In Griekse huizen werden in de oudheid hermelijnen gehouden die de functie van de huiskat vervulden; tot in de negende eeuw van onze jaartelling waren katten daar niet algemeen verspreid.
Bij de christenen waren katten in de late middeleeuwen niet geliefd, waarschijnlijk omdat ze door hun nachtelijke "concerten" vaak geïdentificeerd werden met de "machten van de duisternis". In de 14e eeuw werden katten, omdat ze in verband werden gebracht met hekserij, in groten getale levend verbrand en doodgeknuppeld. Uit deze tijd stammen ook kwelspelen met katten, zoals katknuppelen. Ook dienden katten als offer voor de boze geesten of ze werden levend begraven. Gevolg van deze slachtpartijen was een explosie van het aantal ratten, waardoor waarschijnlijk het optreden van pestepidemieën werd bevorderd. Tot de 19e eeuw was katknuppelen nog een geliefd kermisvermaak.

## Bijgeloof

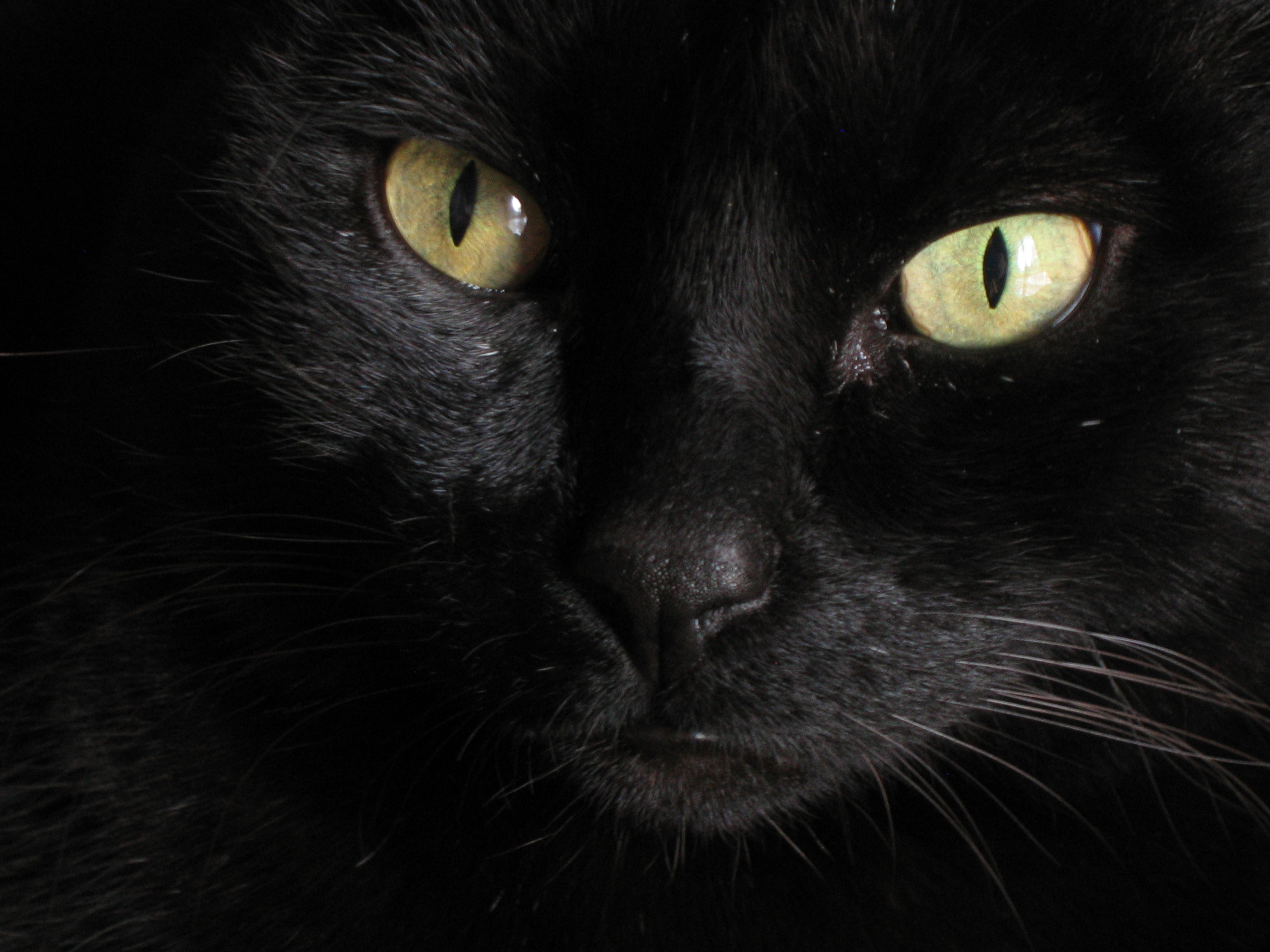
Zwarte kat

In streken van Europa en Amerika bestaat het volksgeloof dat het ongeluk over je afroept, wanneer een zwarte kat je pad kruist en van je wegloopt, met name als dit gebeurt op vrijdag de dertiende. Als de kat naar je toeloopt zou het juist geluk brengen. In Engeland brengt een zwarte kat geluk en een witte kat ongeluk. In China is een zwarte kat ook een teken van ongeluk. Daar wordt de zwarte kat echter beschouwd als een waarschuwing, zodat men daarna extra goed op zijn hoede kan zijn.
Een kat die te dicht bij onze mond komt, zou de adem uit ons lichaam kunnen wegzuigen. Het ruiken aan de mond is overigens gedrag dat katten vertonen bij soortgenoten en bij mensen, die zij dierpsychologisch gezien als soortgenoot beschouwen. De kat fleemt hiermee. Met het orgaan van Jacobson zou de kat een band bevestigen.
Een kat die sterft in je huis of mee verhuist, zou ongeluk brengen. Een kat die zich over de neus aait is een voorbode van aangenaam bezoek, volgens de spreuk: "Als de kat zich wast, komt er onverwachts een gast."

## Regelgeving
Onder Nederlandse, Belgische en Europese wetgeving is het verboden om sommige raskatten en hybriden te houden, fokken en/of te verhandelen. Raadpleeg daarom altijd de laatste informatie van de desbetreffende overheidsinstanties alvorens de aanschaf van een raskat.

### België
In de drie gewesten van België moet een kat geïdentificeerd en geregistreerd worden door een dierenarts. Dat gebeurt via CatID, het officiële platform voor de registratie van katten.
Naast regelgeving voor identificatie (chippen) geldt er een verplichting op castratie/sterilisatie, eveneens in de drie gewesten van België.

## Trivia

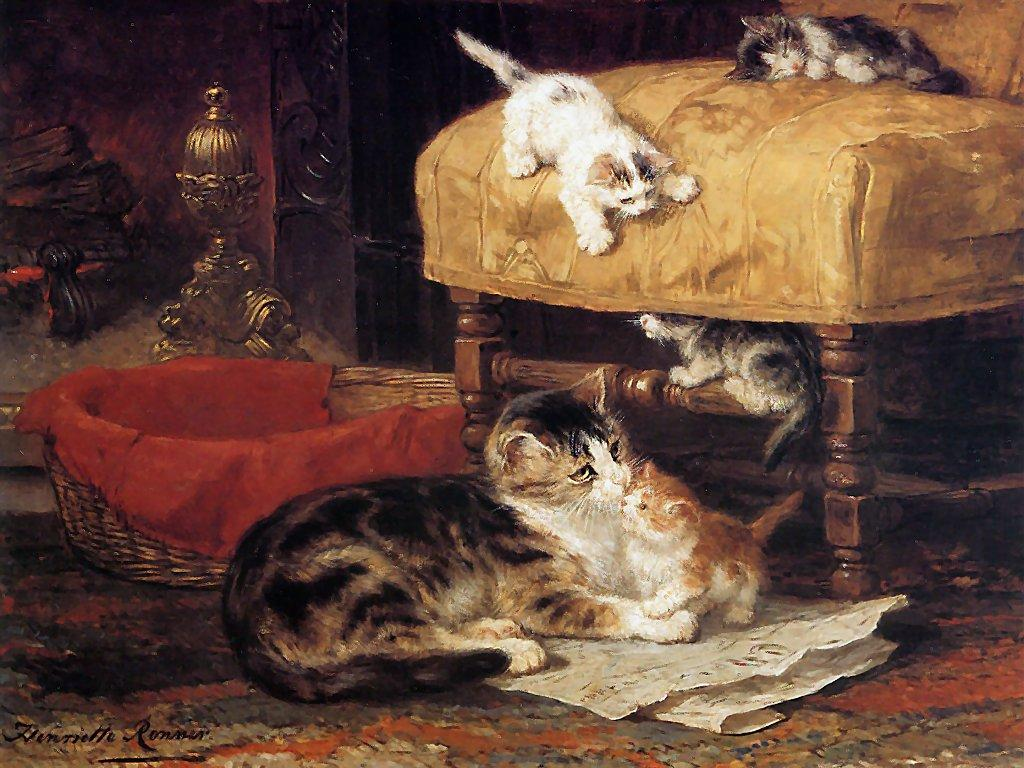
Schilderij van Henriëtte Ronner-Knip

- Een ander woord voor kat is dakhaas.
- Er is een vermoeden dat de omgang met een kat de bloeddruk bij een mens kan verlagen.[5]
- Er zijn vermoedens dat opgroeiende kinderen waarbij men een kat als huisdier heeft later minder kans hebben om allergieën te ontwikkelen.[67]
- Als de vacht van de kat rood is, dan is deze meestal mannelijk (80%). Een lapjeskat is vrijwel altijd vrouwelijk.
- Alle vachtpatronen zijn afgeleid van de twee genetisch mogelijke hoofdkleuren voor katten of de afwezigheid daarvan: rood en zwart.
- Katten spelen een rol in de musical Cats van Andrew Lloyd Webber met daarin de beroemde Memory. Bij uitvoeringen van deze musical zijn de acteurs zelfs verkleed als katten.
- Nederlands-Belgisch kunstschilderes Henriëtte Ronner-Knip is ‘s werelds bekendste schilder van kattaferelen.